# Indonezja
Indonezja, oficjalnie Republika Indonezji (indonez. Republik Indonesia) – wyspiarskie państwo unitarne położone w Azji Południowo-Wschodniej oraz w Oceanii, którego stolicą jest Dżakarta (nową, budowaną stolicą ma być Nusantara). Położona na równiku, między Oceanem Spokojnym a Indyjskim, jest największym krajem wyspiarskim na świecie z ok. 17 tys. wysp. Jest 14. pod względem powierzchni krajem i 7. wliczając tereny morskie. Jest 4. krajem na świecie pod względem liczby ludności, z ponad 275-milionową populacją oraz największą liczbą wyznawców islamu na świecie. Najbardziej zaludnioną wyspę na świecie, Jawę, zamieszkuje ponad połowa ludności kraju.
Indonezja składa się z setek różnych rodzimych grup etnicznych i językowych, z których największą jest jawajska. Wspólna tożsamość rozwinęła się zgodnie z mottem Bhinneka Tunggal Ika („Jedność w różnorodności”, dosłownie „wielu, ale jeden”), zdefiniowanym przez język narodowy, różnorodność etniczną, pluralizm religijny w populacji muzułmańskiej oraz historię kolonializmu i buntu przeciwko niemu.
Gospodarka Indonezji zajmuje 16. miejsce na świecie pod względem nominalnego PKB i 7. pod względem PKB według siły nabywczej. Indonezja jest mocarstwem regionalnym w Azji Południowo-Wschodniej.
Pomimo dużej populacji i gęsto zaludnionych regionów Indonezja ma rozległe obszary dzikiej przyrody, co zapewnia krajowi dużą różnorodność biologiczną, nawet jeśli dziedzictwo to zmniejsza się z powodu gwałtownie rosnącej działalności człowieka.
Indonezja jest członkiem m.in. G20, ASEAN, ONZ i WTO.

## Etymologia nazwy kraju
Nazwa Indonezja wywodzi się z dwóch greckich słów: Ἰνδός Indos – „indyjski” i νῆσος, nesos – „wyspa”. Nazwa ta pochodzi z XIX wieku, na długo przed powstaniem niepodległej Indonezji. Była najpierw używana do określenia terytorium, a następnie także bytu politycznego i państwa. W 1847 r. angielski etnolog George Earl ukuł termin Indu-nesians na określenie mieszkańców archipelagu indonezyjskiego i filipińskiego, a także półwyspu Malakka. Jeden z jego uczniów, James Richardson Logan, w 1850 r. użył nazwy „Indonezja” jako synonimu „indyjskiego archipelagu”. Od początku XX w. nazwa „Indonezja” była powszechnie używana przez zagranicznych i holenderskich naukowców, a także przez indonezyjskie grupy nacjonalistyczne.

## Historia

### Prehistoria
Skamieniałe szczątki Homo erectus, znanego jako człowiek jawajski, sugerują, że archipelag indonezyjski był zaludniony 2 miliony lat temu. Na wyspie Flores znaleziono wymarły gatunek hominidów: człowieka z Flores (Homo floresiensis). W czasie zlodowacenia poziom morza był niższy niż obecnie, a zachodnia część archipelagu indonezyjskiego, będąca częścią szelfu kontynentalnego zwanego Sundą, była wówczas połączona z lądem. Indonezja była miejscem migracji, które od 70 do 40 tys. lat wcześniej szły z Azji do Australii. Później nastąpiły dalsze migracje z Australii na teren dzisiejszej Nowej Gwinei, ponieważ obie tworzyły szelf kontynentalny zwany Sahul.
Człowiek (homo sapiens) dotarł do regionu około 43 tys. lat p.n.e. Ludy austronezyjskie, które stanowią większość współczesnej populacji, migrowały do Azji Południowo-Wschodniej z dzisiejszego Tajwanu około 2000 lat p.n.e. Około 1500 p.n.e. rozpoczęły się inne migracje austronezyjskie w kierunku obszaru obecnej Indonezji i Pacyfiku.

### Pierwsze królestwa

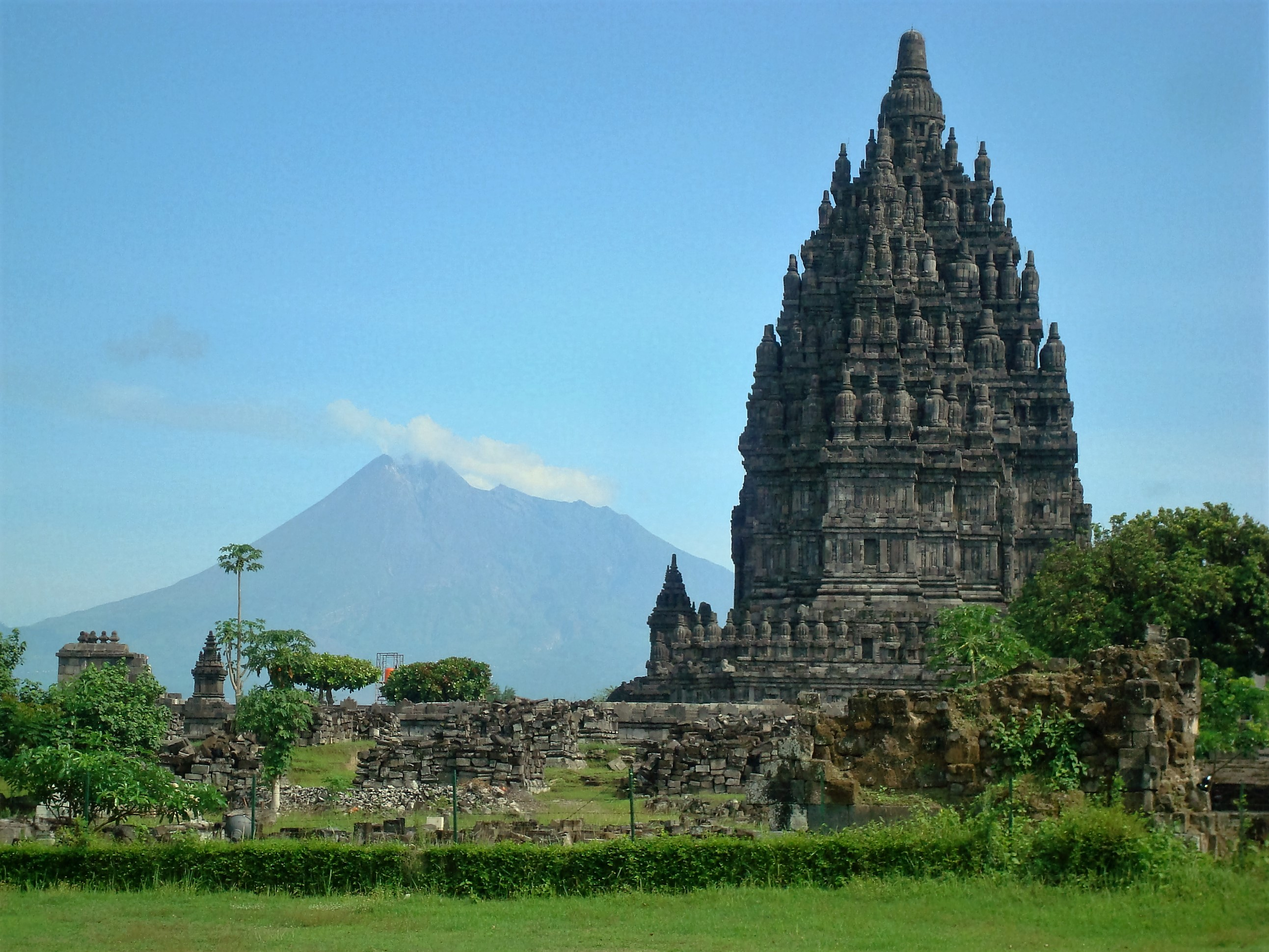
Świątynia Prambanan na tle wulkanu Merapi

Strategiczne położenie archipelagu nad morzem sprzyjało rozwojowi handlu między wyspami archipelagu, jak również Indyjskimi królestwami i chińskimi dynastiami. W I wieku n.e. zachodnia Indonezja była częścią sieci państw portowych, które prowadziły handel między sobą oraz z Indiami i Chinami. Centrum tej sieci państw było królestwo Funan, położone na południe od obecnego Wietnamu. Upadek Funanu przeniósł centrum tej sieci na południową Sumatrę. W VII wieku królestwo morskie Śriwidźaja doświadczyło znacznego wzrostu dzięki kontroli handlu morskiego w Cieśninie Malakka. Handel od tego czasu zasadniczo ukształtował historię Indonezji.
W środkowej Jawie idealne warunki dla rolnictwa i opanowanie techniki pól ryżowych od VII wieku pozwoliły na rozwój dobrze prosperującej uprawy ryżu. Między VII a X wiekiem władcom środkowej Jawy, z których najbardziej znanymi są hinduskie dynastie Sailendra i buddyjska Sanjaya, udało się zbudować wielkie zabytki religijne, takie jak buddyjska świątynia Borobudur i hinduski kompleks religijny Prambanan. Okres ten jest często określany jako „złoty wiek” w historii Indonezji.
Pod koniec X w. centrum władzy przesunęło się z centralnej Jawy na wschodnią. Tam również dobrze prosperujące rolnictwo uczyniło wyspę bogatą, zapewniając potęgę kolejnym królestwom Kediru, Singasari i wreszcie Majapahit, założonym pod koniec XIII wieku. Za panowania Hajama Wuruka (panował w latach 1350/1351–1389) oraz Gajah Mady wpływy Majapahit rozciągały się na znaczną część dzisiejszej Indonezji.

### Królestwa muzułmańskie

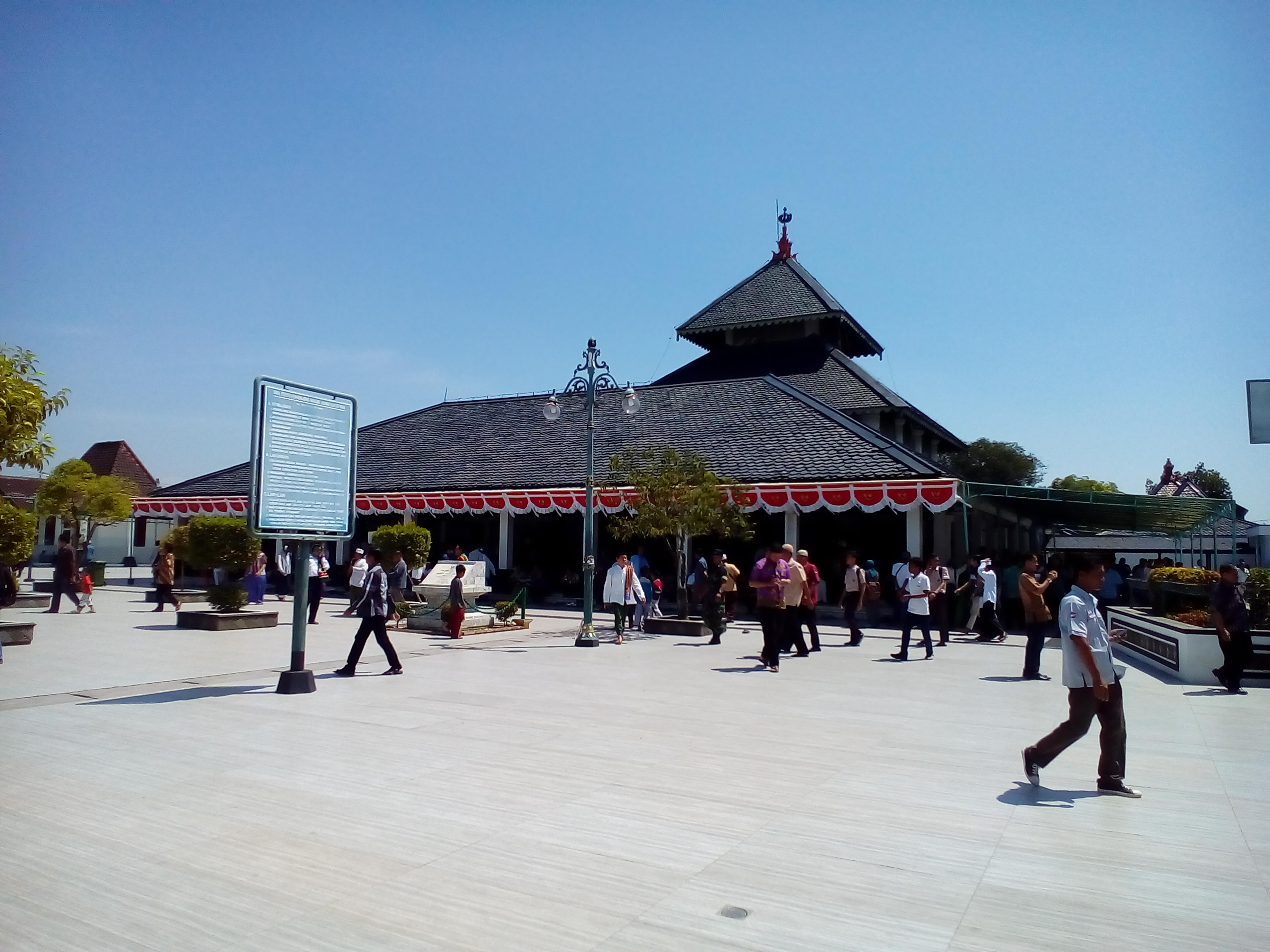
Wielki Meczet w Demaku

Muzułmańscy kupcy z Persji, Indii i Chin przybywali do portów archipelagu indonezyjskiego. Niewątpliwie w XIII wieku książęta Północnej Sumatry przeszli na islam, pragnąc zintegrować się z tą siecią handlową. Majapahit handlował z indyjskimi królestwami muzułmańskimi, takimi jak Gaur. Inne części archipelagu stopniowo przyjęły islam i pod koniec XVI wieku stał się dominującą religią na Jawie i Sumatrze. Islam mieszał się z istniejącymi wpływami kulturowymi i religijnymi, które ukształtowały dominującą formę islamu w Indonezji. Muzułmańskie grobowce z XIV wieku, znajdujące się na cmentarzu w Trowulan i noszące symbol hindusko-buddyjskiego królestwa Majapahit sugerują, że ważne postacie królestwa, prawdopodobnie członkowie rodziny królewskiej przechodzili na islam. Rozwój handlu w obrębie samego archipelagu skutkuje rozprzestrzenianiem się islamu. W XV i XVI wieku powstały muzułmańskie państwa przybrzeżne, z których najbogatszym był sułtanat Malakka na Półwyspie Malajskim, który stał się największym portem w Azji Południowo-Wschodniej. Na Jawie księstwa północnego wybrzeża, niektóre założone przez chińskich muzułmanów, stopniowo uwalniały się od swoich hindusko-buddyjskich władców Majapahit. Najpotężniejszym z nich było Demak.
Pod koniec XVI wieku nowe mocarstwo środkowej Jawy, królestwo Mataram, podjęło się podboju tych muzułmańskich miast portowych. Zmusiło je do zniszczenia ich flot i zakazało handlu morskiego. Królestwo to ogłosiło się spadkobiercą Majapahit. Pod rządami Mataram rozkwita kultura dworska, której odniesienia są nadal wzorami reprezentowanymi przez wielkie indyjskie eposy Mahabharaty i Ramajany. We wschodniej części Jawy księstwo Blambangan wymyka się spod kontroli Mataram i zostaje wasalem Bali. Książęta Blambangan, Hindusi, zostaną zmuszeni w 1770 r. przez Holendrów do przejścia na islam, pragnących usunąć wschodnią Jawę spod balijskich wpływów. W XVII wieku na północnej Sumatrze, za panowania Iskandara Mudy, sułtanat Acehu podjął się podboju nadmorskich regionów wyspy, zarówno od wschodu nad Cieśniną Malakka, jak i od strony zachodniej nad Oceanem Indyjskim. Na wschodzie archipelagu, pod panowaniem sułtana Hasanuddina, Sułtanat Gowa, którego władcy przeszli na islam w 1605 r., podporządkowuje jedno po drugim księstwa na południowym Celebes.

### Upadek królestw indonezyjskich i wzrost potęgi Holandii

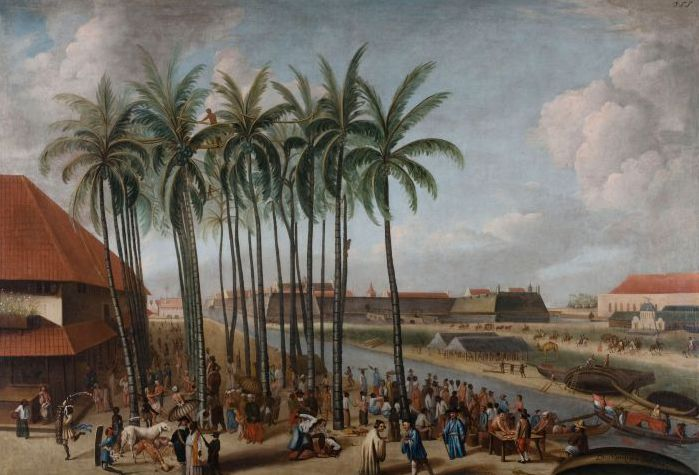
Batawia, Holenderskie Indie Wschodnie (1661)

Pierwsi Europejczycy przybyli na archipelag w 1512 r., kiedy portugalscy kupcy, na czele z Francisco Serrão, próbowali zmonopolizować źródła gałki muszkatołowej, goździku i pieprzu na Malukach. Podpisują w porcie Sunda Kelapa traktat pokojowy z sundajskim królestwem Pajajaran. Opierając się na swojej bazie w Malace, zawarli sojusze z książętami Moluków i założyli punkty handlowe, forty i misje na Molukach, głównie na Ambon, Ternate i Wyspach Solor.
W 1596 roku holenderski odkrywca Cornelis de Houtman przybył z flotyllą na Sumatrę i Banten. W 1602 r. Holenderski parlament nadał Holenderskiej Kompanii Wschodnioindyjskiej (VOC) monopol na działalność handlową i kolonialną w Indonezji. Od 1605 r. Holendrzy wypędzili Portugalczyków z Ambon, północnych Moluków i wysp Banda. Portugalczycy nadal osiedlali się w Timorze Wschodnim. W 1619 roku VOC podbiło miasto Dżakartę na zachodzie Jawy, gdzie założyło miasto Batawia (obecnie Dżakarta). Firma przejęła kontrolę nad jawajską polityką i walczyła z Sułtanatem Mataram i Sułtanatem Banten. W przeciwieństwie do Portugalczyków udało jej się kontrolować handel przyprawami na archipelagu. VOC wykorzystało podział małych królestw jawajskich, aby na stałe utrzymać kontrolę nad tym, co stało się jednym z najbogatszych dóbr kolonialnych na świecie.
W drugiej połowie XVII wieku, po śmierci sułtana Agunga, Mataram został osłabiony przez wojny o sukcesję i musiał stopniowo scedować terytoria na rzecz Holendrów. Pokonując sułtanat Gowy w 1664 roku, Holendrzy opanowali wschód archipelagu. Pod koniec XVIII wieku VOC kontrolowało również całe północne wybrzeże Jawy.

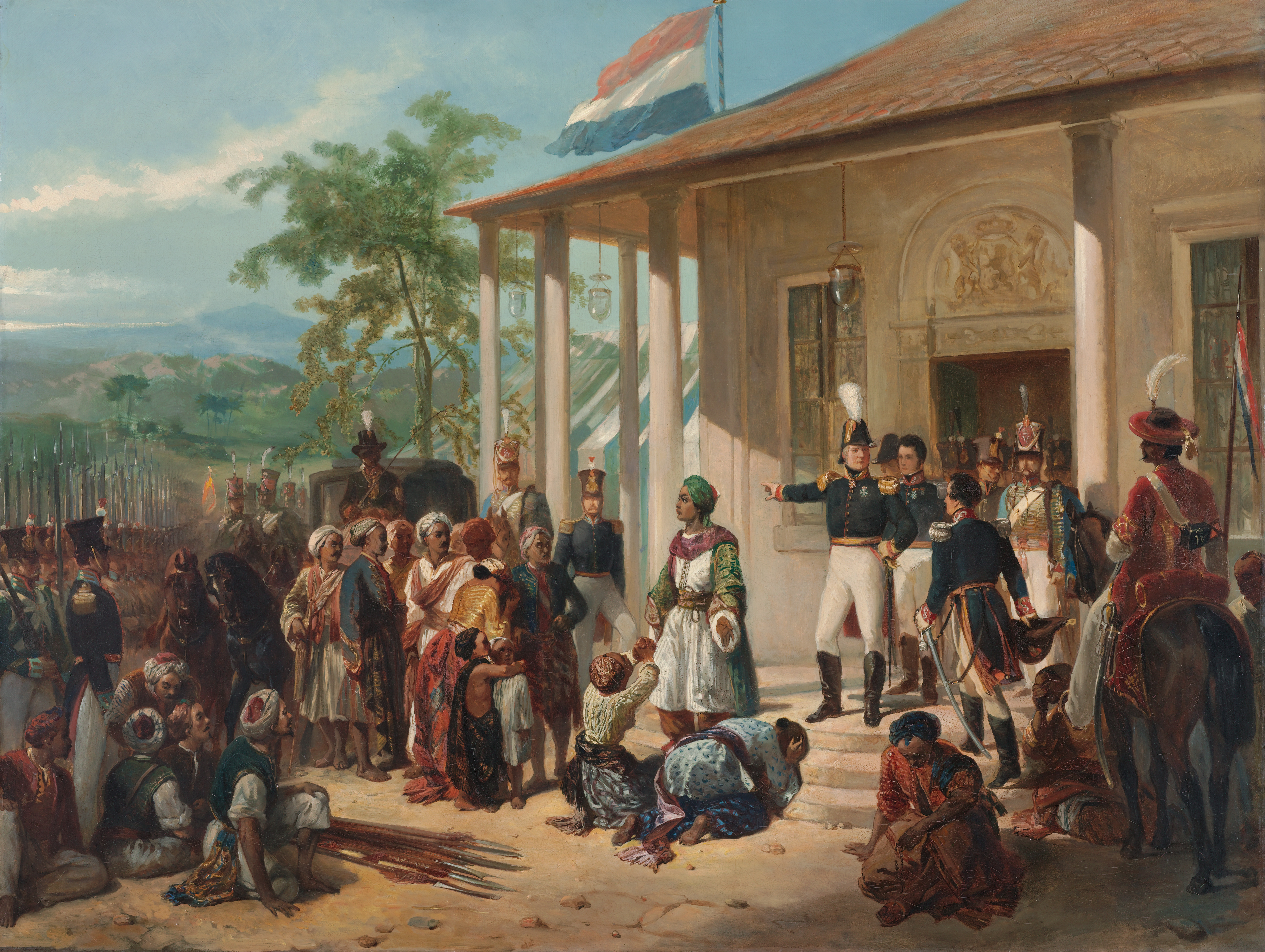
Podporządkowanie księcia Diponegoro generałowi De Kock

VOC została rozwiązana w 1800 roku po bankructwie, a Holandia ustanowiła Holenderskie Indie Wschodnie jako podporządkowaną rządowi Holandii kolonię. W latach 1808–1811 Herman Willem Daendels został nominowany przez Ludwika Bonaparte, króla Holandii, generalnym gubernatorem Holenderskich Indii Wschodnich i następnie zreformował administrację kolonialną. W 1811 r. Brytyjczycy prawie pokojowo zajęli Holenderskie Indie Wschodnie, ponieważ tamtejsi żołnierze odmówili francuskiej dominacji w królestwie Holandii i Europie przez Napoleona Bonapartego. Brytyjczyk Thomas Stamford Raffles został wicegubernatorem Jawy w latach 1811–1814. W 1824 r. Na mocy traktatu londyńskiego między Brytyjczykami a Holendrami kontrola nad terytoriami na południe od Singapuru wróciła do Holendrów. Świat malajski został podzielony na dwie części.
Przez większość okresu kolonialnego holenderska kontrola nad archipelagiem była słaba. Siły holenderskie nieustannie angażowały się w tłumienie buntów zarówno na Jawie, jak i poza nią. Wpływ lokalnych przywódców, takich jak książę Diponegoro w środkowej Jawie, Tuanku Imam Bonjol na środkowej Sumatrze, Pattimura na Molukach i krwawa 30-letnia wojna w Acehu, osłabiły Holendrów i związały kolonialne siły zbrojne. Dopiero na początku XX w. po podboju Bali i Acehu dominacja holenderska rozciągnęła się na to, co miało stać się obecnymi granicami Indonezji.
W przeciwieństwie do innych mocarstw kolonialnych, Holendrzy pozostawili w swojej kolonii niewielkie dziedzictwo językowe.

### Indonezyjskie Przebudzenie Narodowe
W pierwszej połowie XX wieku rozwinęły się nowe organizacje społeczne. Świadomość nacjonalistyczna zrodziła się z wielu czynników: rodzimych mediów drukowanych, urbanizacji, komunizmu, islamu, edukacji, wspólnej rozrywki masowej oraz cierpienia w okresie holenderskiego apartheidu. Stworzenie w 1908 ruchu społecznego Budi Utomo jest uważane za początek indonezyjskiego ruchu narodowego. Te głębokie zmiany w rdzennej ludności Indonezji są często określane jako „Indonezyjskie Przebudzenie Narodowe” (indonez. Kebangkitan Nasional Indonesia).

### Japońska okupacja i uzyskanie niepodległości

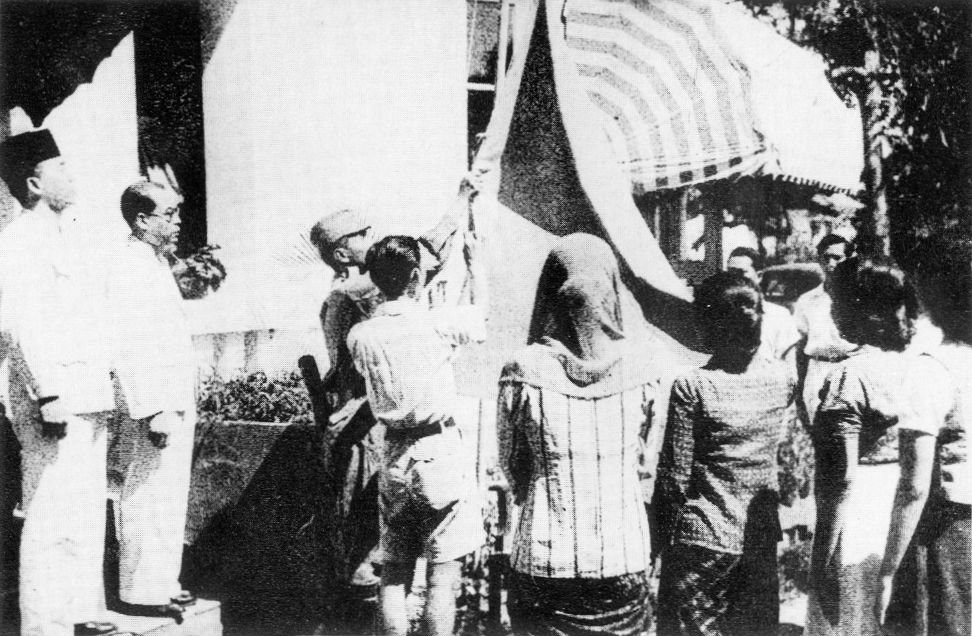
Bendera Pusaka, pierwsza flaga Indonezji, została podniesiona 17 sierpnia 1945 roku

Lądowanie Japończyków w 1942 r. w Holenderskich Indiach Wschodnich w trakcie II wojny światowej zostało przyjęte z zadowoleniem przez większość ruchu nacjonalistycznego z nadzieją na uzyskanie niepodległości. Podobnie jak na innych podbitych terytoriach Azji Południowo-Wschodniej, administracja japońska, chcąc pozyskać poparcie miejscowej ludności, obrała kurs mający na celu wzbudzenie nastrojów antyeuropejskich, podkreślając etniczno-kulturowe pokrewieństwo między Indonezyjczykami a Japończykami. Liderzy ruchu narodowowyzwoleńczego byli zaangażowani we współpracę: pod kontrolą władz okupacyjnych pozwolono im tworzyć organizacje społeczno-polityczne o nacjonalistycznym charakterze. W końcowej fazie wojny, w obliczu wielkich klęsk zadanych japońskim siłom zbrojnym przez siły sojusznicze, japońskie władze okupacyjne zdecydowały się pozyskać poparcie Indonezyjczyków i podjąć kroki w kierunku stworzenia niepodległego państwa. W 1945 roku administracja japońska ogłosiła rozpoczęcie praktycznych przygotowań do nadania Indonezji niepodległości.
Dwa dni po kapitulacji Japonii, 17 sierpnia 1945 r., Sukarno i Mohammad Hatta ogłosili niepodległość kraju i zostali odpowiednio pierwszym prezydentem i pierwszym wiceprezydentem kraju. Holandia następnie próbowała przywrócić swoją władzę, wywołując walkę dyplomatyczną, konflikt zbrojny i rewolucję społeczną zwaną Revolusi. Okres ten kończy się 27 grudnia 1949 r. wraz z utworzeniem Stanów Zjednoczonych Indonezji, kiedy to Holandia uznaje częściową niepodległość kraju. 17 sierpnia 1950 r. rząd ogłosił powrót do modelu państwa unitarnego.
W 1963, po konflikcie zbrojnym, Indonezja przejęła od Holandii zachodnią część wyspy Nowa Gwinea (Nowa Gwinea Holenderska), która została prowincją Irian Zachodni (obecne prowincje Papua, Papua Górska, Papua Środkowa, Papua Południowa, Papua Zachodnia i Papua Południowo-Zachodnia).

### Okres Sukarno

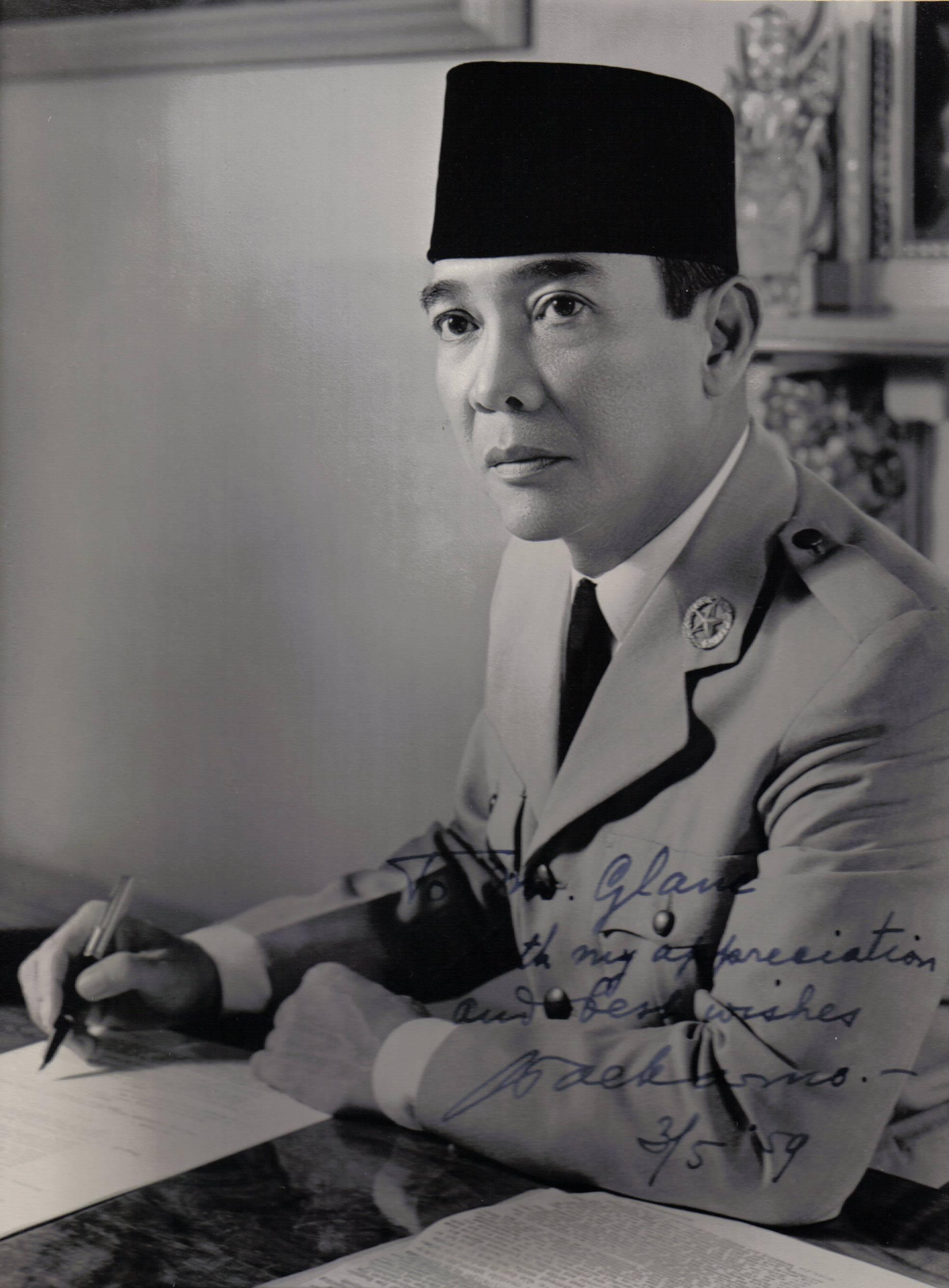
Sukarno, twórca niepodległej Indonezji

Pierwszy prezydent kraju Sukarno starał się równoważyć wpływy wojska, islamistów i komunistów na sytuację w kraju. Nacjonalistyczne poglądy członków rządu doprowadziły do radykalizacji polityki zagranicznej kraju, który szybko wpadł w konflikt z Malezją (Konfrontasi), względem której Indonezja zgłaszała pretensje terytorialne do wyspy Borneo. Indonezja rozpoczęła też wspieranie lewicowej partyzantki walczącej na Borneo z rządem malezyjskim, wspierając m.in. powstanie w Sarawaku oraz popierając antymalezyjską i antykolonialną rebelię w Brunei. Relacje z tym państwem uległy dalszemu pogorszeniu po tym, jak Indonezja wsparła nieudaną rewolucję w Brunei. Obawiając się zagrożenia ze strony Holandii, Wielkiej Brytanii lub Stanów Zjednoczonych Indonezja rozpoczęła proces zakupu broni z ZSRR. Zagrożenie ze strony Zachodu było na tyle prawdopodobne, że CIA wsparło rebelię, która wybuchła w 1958 roku. Choć została ona stłumiona do końca tego samego roku, to nieliczne oddziały partyzanckie działały do 1961. Gdy Komunistyczna Partia Indonezji zaczęła zdobywać coraz większe poparcie, aż w końcu zagroziła rządowi nacjonalistów, USA wycofało swoją pomoc względem Indonezji, a relacje z Zachodem uległy pogorszeniu.

### Okres Suharto
W okresie 1965–1966 wysoko postawiony wojskowy, Suharto, stopniowo odsunął Sukarno od władzy i wprowadził juntę. Suharto wycofał dotychczasową antyimperialistyczną politykę, która miała rzekomo zwiększać w Indonezji wpływy ZSRR i Chin. W tym czasie Suharto krwawo stłumił wojskowy zamach stanu, o który oskarżona została Komunistyczna Partia Indonezji. Zamach stanu rozpoczął brutalne czystki i zniszczenie Komunistycznej Partii Indonezji. W represjach junty zginęło co najmniej 500 tysięcy ludzi, a więcej niż milion ludzi trafiło do więzień. Suharto zwrócił się przeciw dotychczasowym sojusznikom Sukarno z lewicowej partyzantki na Borneo i wsparł rząd malezyjski w jej zwalczaniu. Rządy Suharto szybko zyskały przeciwników, a w kraju rozwinął się separatyzm, przeciwko rządowi swoją kampanię rozpoczął partyzancki Ruch Wolnej Papui. W 1975 roku Indonezja zaatakowała byłą kolonię portugalską Timor Wschodni, co spowodowało długoletni konflikt rządu indonezyjskiego z tamtejszym Rewolucyjnym Frontem na rzecz Niepodległości. W 1975 roku rozpoczęła się trwająca do 2005 roku separatystyczna rebelia Ruchu Wolnego Acehu.

### Tworzenie systemu demokratycznego

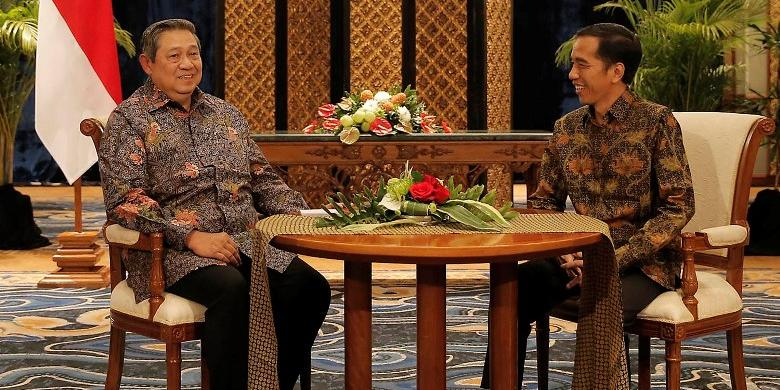
Prezydenci Indonezji Susilo Bambang Yudhoyono i Joko Widodo

W 1997 i 1998 r. Indonezja była krajem najbardziej dotkniętym przez azjatycki kryzys gospodarczy. Podobnie jak inne kraje azjatyckie, Indonezja stała w obliczu masowego napływu kapitału zagranicznego, który następnie się wycofał, destabilizując walutę, a następnie gospodarkę tych krajów. Powszechne niezadowolenie wzrosło i doprowadziło do zamieszek w maju 1998 r. Pod wpływem protestów Suharto złożył rezygnację, a prezydentem został wiceprezydent Jusuf Habibie. W 2001 roku na prezydenta Indonezji wybrano córkę Sukarno, Megawati Soekarnoputri.
W sierpniu 1999 r. w Timorze Wschodnim odbyło się referendum, w którym zaproponowano ludności tego terytorium autonomię regionalną w ramach jej utrzymania w Republice Indonezji. Prawie 80% głosujących odrzuciło tę propozycję. Po 25 latach okupacji wojskowej ludność Timoru Wschodniego wyraziła życzenie odłączenia się od Indonezji.

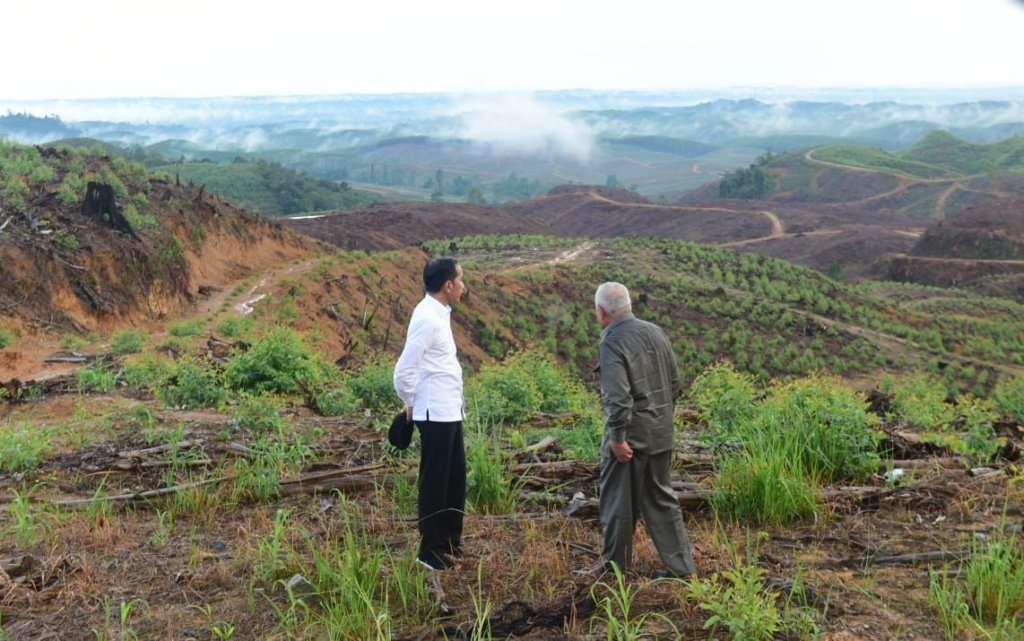
Prezydent Indonezji Joko Widodo i gubernator Wschodniego Kalimantanu zwiedzają lokalizację przyszłej stolicy Indonezji, Nusantary.

Na początku XXI w. przez Indonezję przechodziła fala islamistycznych ataków terrorystycznych, w tym zamach na giełdę w Dżakarcie w 2000 r. i na Bali w 2002 r. W 2004 r. dzięki nowelizacji konstytucji odbyły się pierwsze wybory prezydenckie, w wyborach bezpośrednich Susilo Bambang Yudhoyono zostaje wybrany na prezydenta.
W 2004 roku na Sumatrze miało miejsce trzęsienie ziemi oraz tsunami, w wyniku którego w Indonezji zginęło ponad 130 tysięcy ludzi.
W 2014 roku prezydentem Indonezji został Joko Widodo, który w 2019 zdecydował o przeniesieniu stolicy Indonezji z Dżakarty, do miasta Nusantara, które zostanie w całości wybudowane na wyspie Borneo.

## Struktura państwa

### Podstawy ustroju państwowego
Indonezja to unitarna republika typu prezydenckiego. Głównym prawem państwa jest konstytucja z 1945 r. Została uchylona w 1950 r., przywrócona w 1959 r. i obecnie obowiązuje z szeregiem poprawek, z których główne zostały przyjęte w 1998, 1999 i 2001 r. Te poprawki, które miały charakter liberalno-demokratyczny, odbiły się znaczącym międzynarodowym rezonansem. W szczególności dały podstawy międzynarodowej organizacji praw człowieka „Freedom House” do zaklasyfikowania Indonezji jako „kraju wolnego”.
Główne instytucje państwowości indonezyjskiej powstały we wczesnych latach niezależnego rozwoju kraju. Równocześnie normy prawne ich funkcjonowania uległy istotnym zmianom w toku przekształceń liberalno-demokratycznych końca lat 90. XX wieku – początku XXI wieku. Zmiany te dokonały się zarówno poprzez wprowadzenie powyższych zmian do konstytucji, jak i poprzez przyjęcie pakietu aktów prawnych, zwanych w Indonezji „Political Laws” (Undang-Undang Politik). Głównymi efektami reform było wycofanie sił zbrojnych z działalności politycznej, wprowadzenie realnego systemu wielopartyjnego i bezpośrednie wybory prezydenckie w kraju, zwiększenie roli organów ustawodawczych.

### Władza wykonawcza
Głową państwa i władzą wykonawczą jest Prezydent, obecnie Joko Widodo. W wykonywaniu obowiązków głowy państwa prezydentowi pomaga wiceprezydent – obecnie Maaruf Amin. Wiceprezydent pełni funkcję prezydenta w przypadku śmierci lub rezygnacji tego ostatniego. Prezydent i wiceprezydent są wybierani na pięcioletnią kadencję w tajnym głosowaniu w bezpośrednich wyborach powszechnych. Ta sama osoba nie może sprawować swoje funkcji dłużej niż przez dwie kolejne kadencje. Normy konstytucyjne przewidujące bezpośrednie wybory powszechne na prezydenta i ograniczające jego kadencję zostały wprowadzone w 2001 r. Wcześniej głowa państwa była wybierana co pięć lat na posiedzeniu Ludowego Zgromadzenia Doradczego i mogła być ponownie wybierana na to stanowisko nieograniczoną liczbę razy. Prezydent tworzy rząd i kieruje nim. Ilościowy skład i struktura rządu nie są uregulowane ustawowo i określa je prezydent. Prezydent Indonezji jest głównodowodzącym Narodowych Sił Zbrojnych Indonezji (Tentara Nasional Indonesia, TNI) oraz dyrektorem do spraw zarządzania wewnętrznego, kształtowania polityki i spraw zagranicznych.

### Władza ustawodawcza

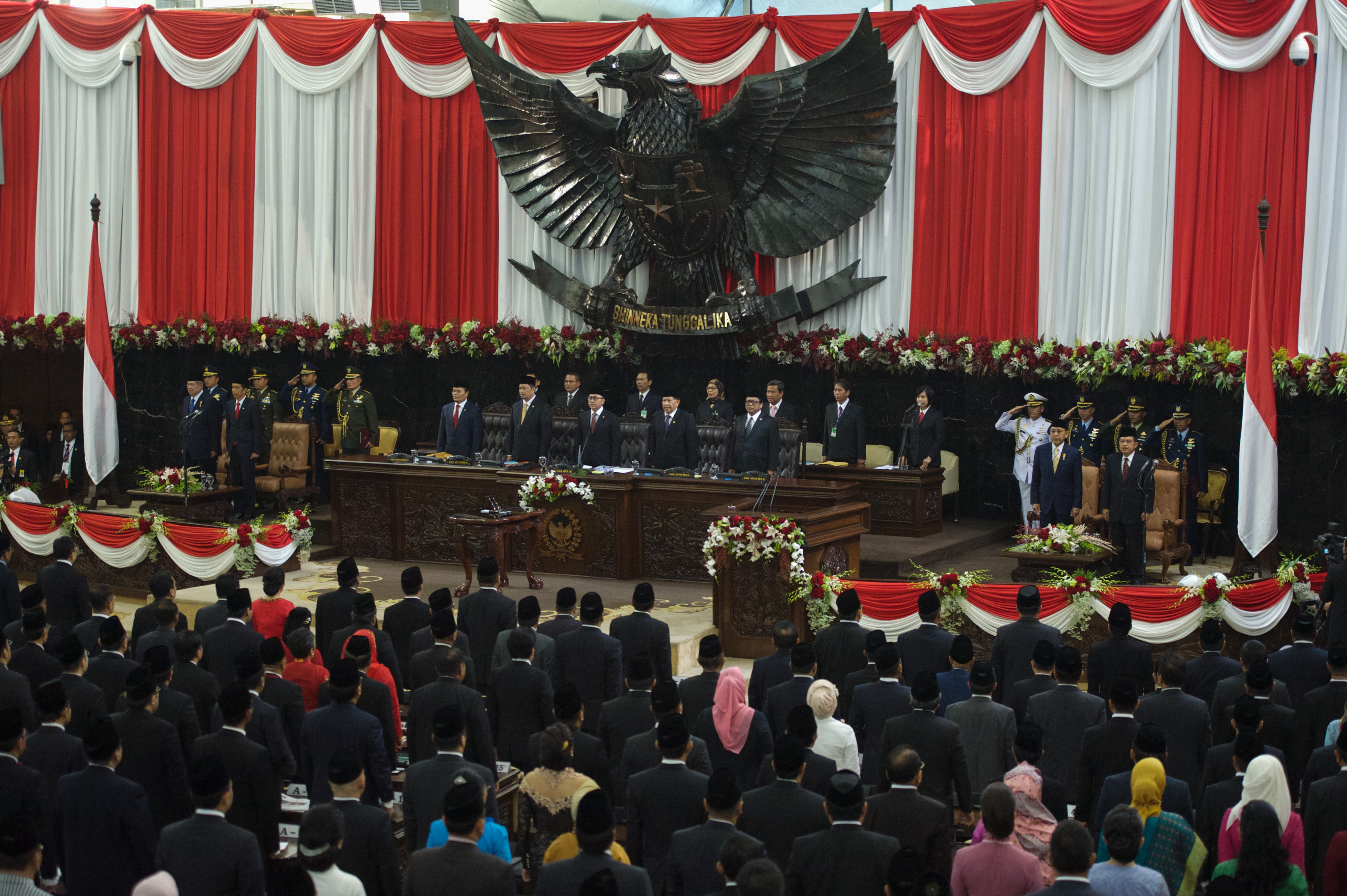
Indonezyjski parlament

Najwyższym organem ustawodawczym na szczeblu krajowym jest Ludowe Zgromadzenie Doradcze (Majelis Permusyawaratan Rakyat, MPR), które nie jest strukturą stałą, zbiera się na sesjach co najmniej raz na pięć lat. Jego główne funkcje to nowelizowanie konstytucji, inaugurowanie i oskarżanie prezydenta oraz formułowanie ogólnych zarysów polityki państwa.
Składa się z dwóch izb: Ludowej Izby Reprezentantów (Dewan Perwakilan Rakyat, DPR) z 575 członkami, i Rady Reprezentantów Regionów (Dewan Perwakilan Daerah, DPD) z 136. DPR uchwala ustawy i kontroluje władzę wykonawczą. Reformy z 1998 r. znacznie zwiększyły jej rolę w zarządzaniu na szczeblu krajowym, podczas gdy DPD stanowi reprezentację prowincji.

### Władza sądownicza
Najwyższa władza sądownicza należy do Sądu Najwyższego (Mahkamah Agung). Sąd Najwyższy odpowiada za wymiar sprawiedliwości w sprawach karnych, cywilnych, administracyjnych, handlowych i podatkowych, jest najwyższym sądem apelacyjnym w odpowiednich sprawach. Większość sporów cywilnych toczy się przed sądem krajowym (Pengadilan Negeri); odwołania rozpatrywane są przed sąd wyższy (Pengadilan Tinggi).
Inne sądy obejmują Sąd Konstytucyjny (Mahkamah Konstitusi), który wysłuchuje spraw konstytucyjnych i politycznych oraz Sąd Religijny (Pengadilan Agama), który zajmuje się skodyfikowanymi sprawami dotyczącymi prawa islamskiego (szariatu). Ponadto Komisja Sądownicza (Komisi Yudisial) monitoruje pracę sędziów. W skład Sądu Konstytucyjnego wchodzi 9 sędziów, wybieranych po trzech przez prezydenta, Ludową Izbę Reprezentantów i Sąd Najwyższy. Kadencja sędziego trwa pięć lat z możliwością jednorazowej reelekcji. Prezes i wiceprezes Sądu Najwyższego wybierani są spośród sędziów i przez sędziów opisywanego organu.

### Partie polityczne i wybory
Nowoczesny system partyjny Indonezji ukształtował się pod koniec lat 90. W wyniku przemian liberalno-demokratycznych wprowadzono system wielopartyjny. Od 2012 roku w Indonezji oficjalnie zarejestrowano ponad 70 partii politycznych. We wszystkich wyborach parlamentarnych od upadku Nowego Ładu żadna partia polityczna nie zdołała zdobyć większości mandatów. Demokratyczna Partia Indonezji – Walka (PDI-P), która zdobyła najwięcej głosów w wyborach w 2019 roku, to partia urzędującego prezydenta Joko Widodo. Inne godne uwagi partie to Golkar, Gerindra, Partia Demokratyczna i Partia Prosperującej Sprawiedliwości. W wyborach w 2019 r. wyłoniono dziewięć partii politycznych, z progiem parlamentarnym wynoszącym 4%. Począwszy od wyborów lokalnych w 2015 r., wybory gubernatorów i burmistrzów odbywają się tego samego dnia. W 2014 roku Sąd Konstytucyjny orzekł, że wybory parlamentarne i prezydenckie mają odbywać się jednocześnie, począwszy od 2019 roku.

### Symbole narodowe

Godło przedstawia mitycznego ptaka Garudę, w szponach którego widnieje szarfa z napisem Bhinneka Tunggal Ika

Godło przedstawia mitycznego ptaka Garudę, złotego orła reprezentującego twórczą energię. Kolor złoty oznacza wielkość narodu Indonezji, a czarny przyrodę. Skrzydła orła składają się z 17 piór, ogon z 8, a szyja z 45. Liczby te układają datę proklamacji niepodległości Indonezji 17 sierpnia 1945. W szponach orła widnieje szarfa z napisem Bhinneka Tunggal Ika (Jedność w różnorodności). Jest to motto w języku starojawajskim, które oznacza jedność Indonezyjczyków pomimo ich odrębności etnicznych i kulturowych. Tarcza jest symbolem ochrony państwa. Na tarczy umieszczone pięć symboli oznacza pięć podstawowych zasad funkcjonowania państwa (Pancasila). Gwiazda o kolorze złotym reprezentuje wiarę w Boga, łańcuch – sprawiedliwość, drzewo banian – jedność Indonezji, głowa bawołu – demokrację, a kłos ryżu i gałązka bawełny – równość.
Flaga nazywana jest Sang Dwiwarna – żyjąca osoba. Kolor czerwony reprezentuje ciało i życie fizyczne, kolor biały duszę i życie duchowe. Barwy flagi nawiązują do średniowiecznego cesarstwa Madjapahit. Ma ona ponad 800 lat, ale stała się oficjalną flagą Indonezji dopiero 17 sierpnia 1945. Wbrew powszechnemu przekonaniu jest inna niż flaga Monako, różni się formatem.
Hymnem jest Indonesia Raya (Wielka Indonezja), który powstał w 1928 roku. Piosenkę przedstawił jej kompozytor, Wage Rudolf Supratman, 28 października 1928 roku podczas Drugiego Kongresu Młodzieży Indonezji w Batawii.

## Siły zbrojne
Indonezja w składzie swoich sił zbrojnych posiada siły lądowe (TNI Angkatan Darat), marynarkę wojenną (TNI Angkatan Laut) oraz siły powietrzne (TNI Angkatan Udara). Naczelnym Wodzem Sił Zbrojnych jest Prezydent. Wojska indonezyjskie liczą 476 tys. żołnierzy zawodowych oraz 400 tys. rezerwistów. Budżet na cele obronne w wysokości 6,9 mld dolarów stanowi 0,7% PKB.

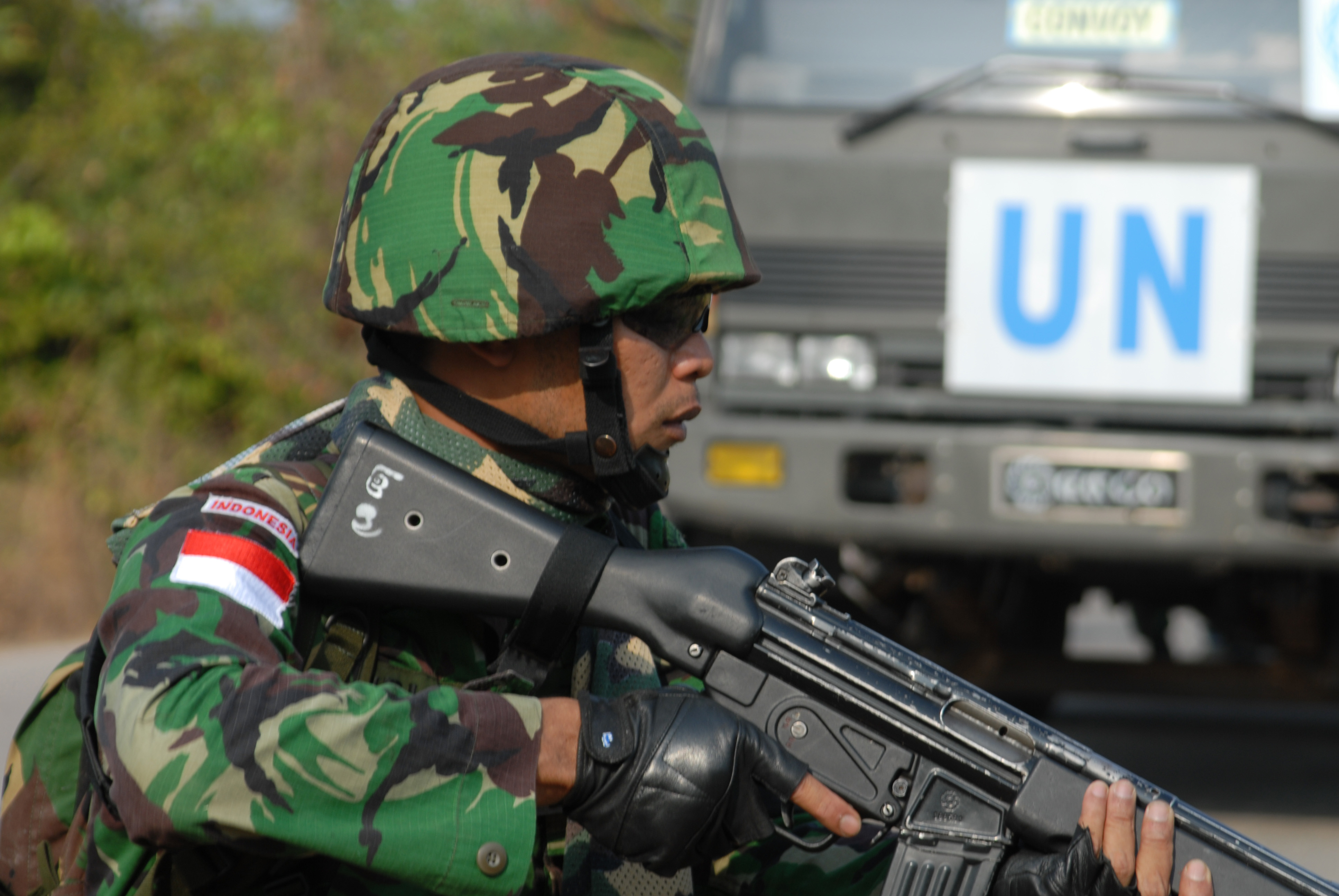
Indonezyjski żołnierz służący w jednostce pokojowej ONZ

Siły zbrojne, oficjalnie utworzone 5 października 1945 r., tradycyjnie odgrywają niezwykle dużą rolę w życiu Indonezji. Konieczność obrony niepodległości w długiej wojnie z Holandią zadecydowała początkowo o specjalnym miejscu armii w skali narodowych priorytetów rozwojowych. Po wydarzeniach 1965 r. wojsko również znalazło się w rękach władzy państwowej: generał Suharto, który objął prezydenturę, ustanowił dla nich tak zwaną podwójną funkcję (Dwifungsi), która zakładała odpowiedzialność nie tylko za obronę, ale także za rozwój społeczno-polityczny kraju. Co więcej, wojsko prowadziło działalność handlową i gospodarczą. Po dymisji Suharto w 1998 roku najważniejszym kierunkiem liberalnych reform w Indonezji było systematyczne wycofywanie wojska z polityki. Jednocześnie, utraciwszy bezpośredni wpływ na podejmowanie decyzji państwowych, armia pozostaje siłą wpływową i autorytatywną.
Indonezja bierze czynny udział w misjach pokojowych ONZ: od lat pięćdziesiątych XX wieku jej kontyngenty wzięły udział w misjach pokojowych ONZ w 18 krajach. Od 2011 r. Indonezyjskie niebieskie hełmy stacjonują w Sierra Leone, Demokratycznej Republice Konga i Kuwejcie.

## Polityka zagraniczna

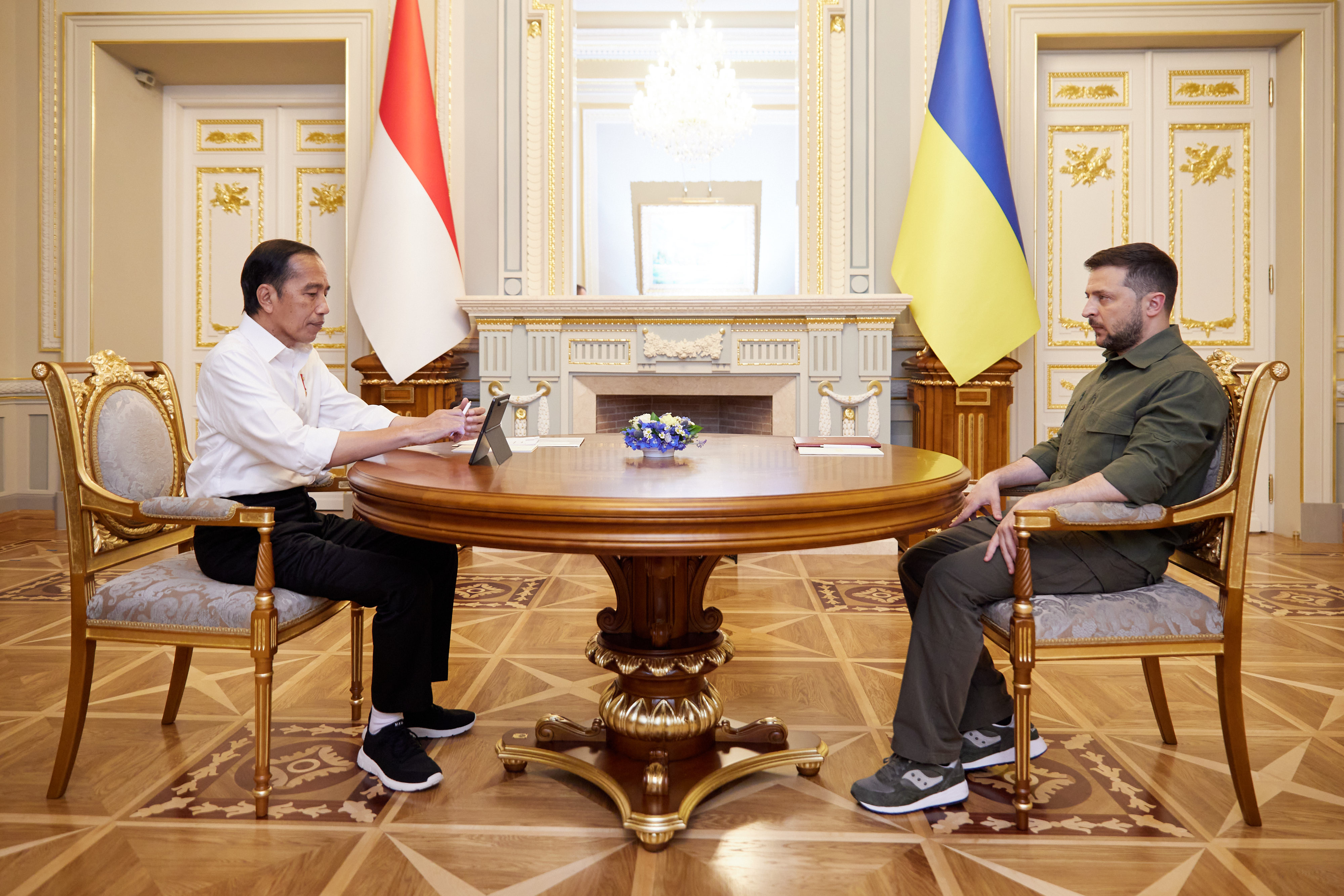
Joko Widodo i prezydent Ukrainy Wołodymyr Zełenski (29 czerwca 2022)

W przeciwieństwie do antyimperializmu Sukarno i konfrontacji indonezyjsko-malezyjskiej (Konfrontasi), polityka zagraniczna Indonezji od czasów Suharto skupia się na współpracy gospodarczej i politycznej z krajami zachodnimi. Obecnie głównym celem działań międzynarodowych Dżakarty jest stworzenie korzystnych warunków zewnętrznych dla rozwoju społeczno-gospodarczego Indonezji, jej ukształtowanie się jako demokratycznego, umiarkowanego państwa muzułmańskiego, a także pomoc w budowaniu wielobiegunowego porządku światowego.
Indonezja utrzymuje 132 misje dyplomatyczne za granicą, w tym 95 ambasad. Indonezja stara się odgrywać rolę w sprawach regionalnych proporcjonalnie do swojej wielkości i położenia, ale unika angażowania się w konflikty między innymi krajami.
Podobnie jak większość muzułmańskiego świata, Indonezja nie utrzymuje stosunków dyplomatycznych z Izraelem i aktywnie wspiera Palestynę. Indonezja utrzymuje jednak relacje z Izraelem, choć dyskretnie.
Indonezja utrzymuje bliskie stosunki ze swoimi azjatyckimi sąsiadami i jest członkiem założycielem Stowarzyszenia Narodów Azji Południowo-Wschodniej (ASEAN). Indonezja jest członkiem Organizacji Narodów Zjednoczonych od 1950 r. i była członkiem założycielem Ruchu Państw Niezaangażowanych (ang. Non-Aligned Movement, NAM) oraz Organizacji Współpracy Islamskiej (OIC). Indonezja jest członkiem Światowej Organizacji Handlu (WTO) i okazjonalnie OPEC. Indonezja jest jedynym krajem Azji Południowo-Wschodniej, który jest członkiem G20.

## Demografia

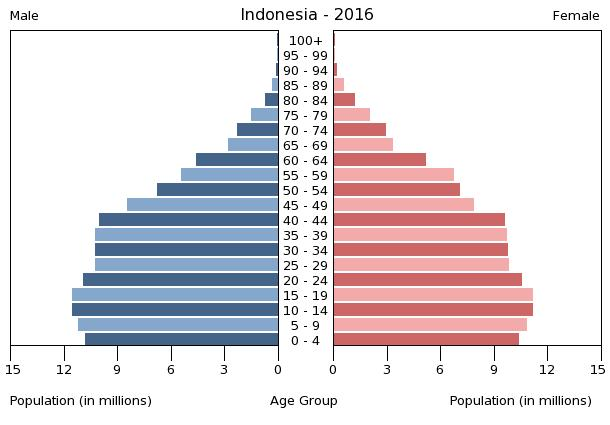
Piramida populacji w 2016

Spis powszechny z 2020 r. wykazał, że populacja Indonezji wyniosła 270 mln, co czyni ją czwartym pod względem liczby ludności państwem na świecie, przy umiarkowanie wysokim tempie wzrostu populacji wynoszącym 1,3%. Jawa jest najbardziej zaludnioną wyspą świata, na której mieszka 56% populacji kraju. Kraj posiada obecnie stosunkowo młodą populację, której mediana wieku wynosi 30,2 lat (szacunki z 2017 r.). Szacuje się, że ludność Indonezji wzrośnie do około 295 milionów w 2030 roku i 321 milionów w 2050 roku. Gęstość zaludnienia wynosi 141 osób na km², chociaż gęstość zaludnienia Jawy wynosi aż 1067 osób na km². W 1961 r. pierwszy pokolonialny spis powszechny wykazał łącznie 97 milionów ludności.
Rozprzestrzenienie populacji jest nierównomierne. Od megamiasta Dżakarty po plemiona izolowane w Papui. W 2017 r. około 54,7% populacji mieszkało na obszarach miejskich. Dżakarta jest stolicą i drugim pod względem liczby ludności obszarem metropolitalnym na świecie, liczącym ponad 34 miliony mieszkańców. Za granicą żyje około 8 milionów Indonezyjczyków; większość osiedliła się w Malezji, Holandii, Arabii Saudyjskiej, Zjednoczonych Emiratach Arabskich, Hongkongu, Singapurze, Stanach Zjednoczonych i Australii.

### Grupy etniczne
Indonezja to kraj zróżnicowany etnicznie, w którym żyje około 300–600 odrębnych rdzennych grup etnicznych, z których większość należy do grupy austronezyjskiej. W szczególności ludy austronezyjskie to najliczniejsze ludy kraju – Jawajczycy (40%), Sundajczycy (ok. 15%), Madurowie (ok. 4%), Minangkabau (ok. 3%), Bugisi (ok. 2,5%). Oprócz tego we wschodnich regionach kraju, w szczególności na Nowej Gwinei i na sąsiednich wyspach, żyją ludy należące do grupy melanezyjskiej, z których większość to Papuasi.
Większość rdzennych ludów Indonezji żyje na obszarach ich historycznego osadnictwa, ale wraz ze wzrostem dynamiki migracji wzrasta odsetek osób mieszkających na obszarach nietradycyjnych. Proces ten jest najbardziej zauważalny w przypadku Jawajczyków, zajmujących, ze względu na swoją dużą populację, czołowe stanowiska w większości sfer życia kraju i najbardziej aktywnie uczestniczących w programie transmigracji, żyjących we wszystkich regionach kraju.
Aby zapewnić bardziej równomierne rozmieszczenie ludności w całym kraju, władze indonezyjskie od lat pięćdziesiątych XX wieku realizują program transmigracji na dużą skalę – przesiedlanie mieszkańców z gęsto zaludnionych obszarów (Jawa, Madura, Bali) na słabo zaludnione wyspy (Borneo, Nowa Gwinea, archipelag Moluków). W ramach tego programu do początku XXI wieku przesiedlono co najmniej 5,5 miliona osób, z czego prawie połowa w latach siedemdziesiątych – osiemdziesiątych XX wieku.
Wśród nierdzennych ludów Indonezji najliczniejsi są Chińczycy, którzy mieszkają w prawie wszystkich regionach kraju, głównie w dużych miastach: ich liczba według różnych szacunków wynosi od 2,5 do 7 mln osób. Dokładne określenie liczby indonezyjskich Chińczyków wydaje się problematyczne ze względu na szczególną pozycję, jaką zajmowali przez długi czas w życiu kraju: od XVI wieku aktywnie osiedlając się w Indonezji, tradycyjnie kontrolowali znaczną część gospodarki kraju, która wpłynęła na relacje z rdzenną ludnością. Konflikty społeczno-kulturowe z lokalnymi mieszkańcami, w połączeniu z ostrą dyskryminacją, jakiej doświadczyli Chińczycy podczas prezydentury Suharto (w tym całkowity zakaz używania ich języka ojczystego), skłoniły wielu z nich do porzucenia swojej pierwotnej tożsamości etnicznej, przynajmniej na poziomie publicznym.
W różnych regionach kraju, głównie w dużych miastach, istnieją również znaczące społeczności imigrantów z Indii i krajów arabskich, a także niewielka liczba osób pochodzenia europejskiego i mieszanego pochodzenia europejsko-indonezyjskiego.

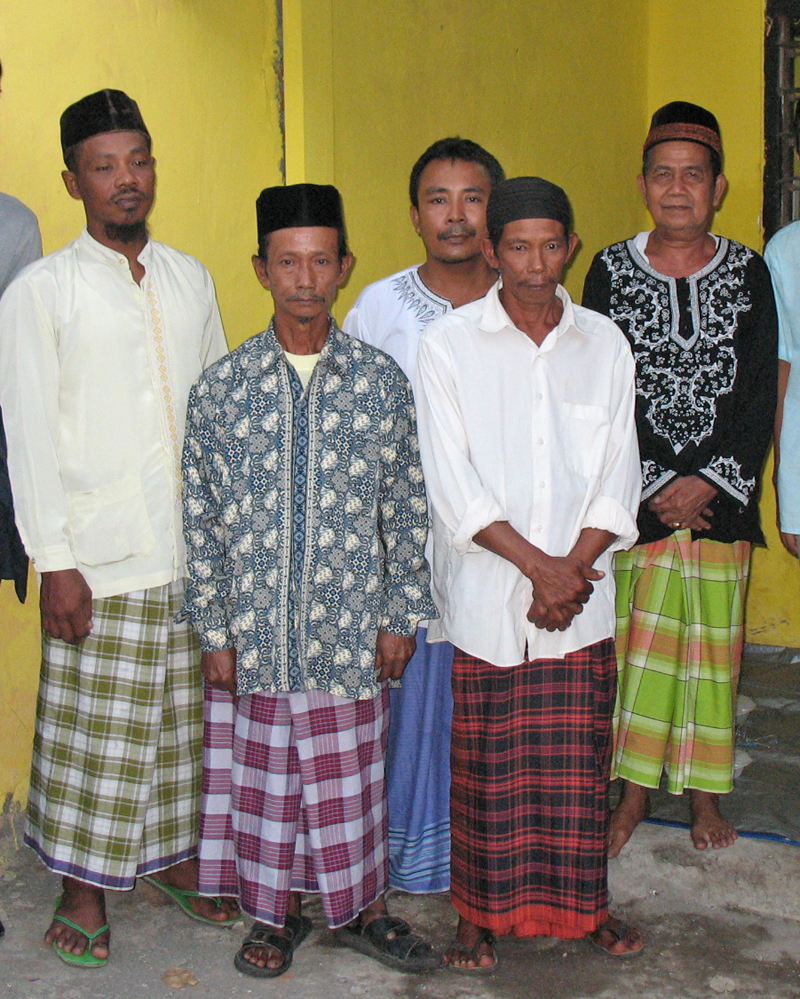
Jawajczycy ubrani w sarongi
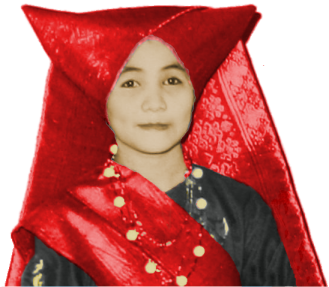
Kobieta Minangkabau w tradycyjnym stroju
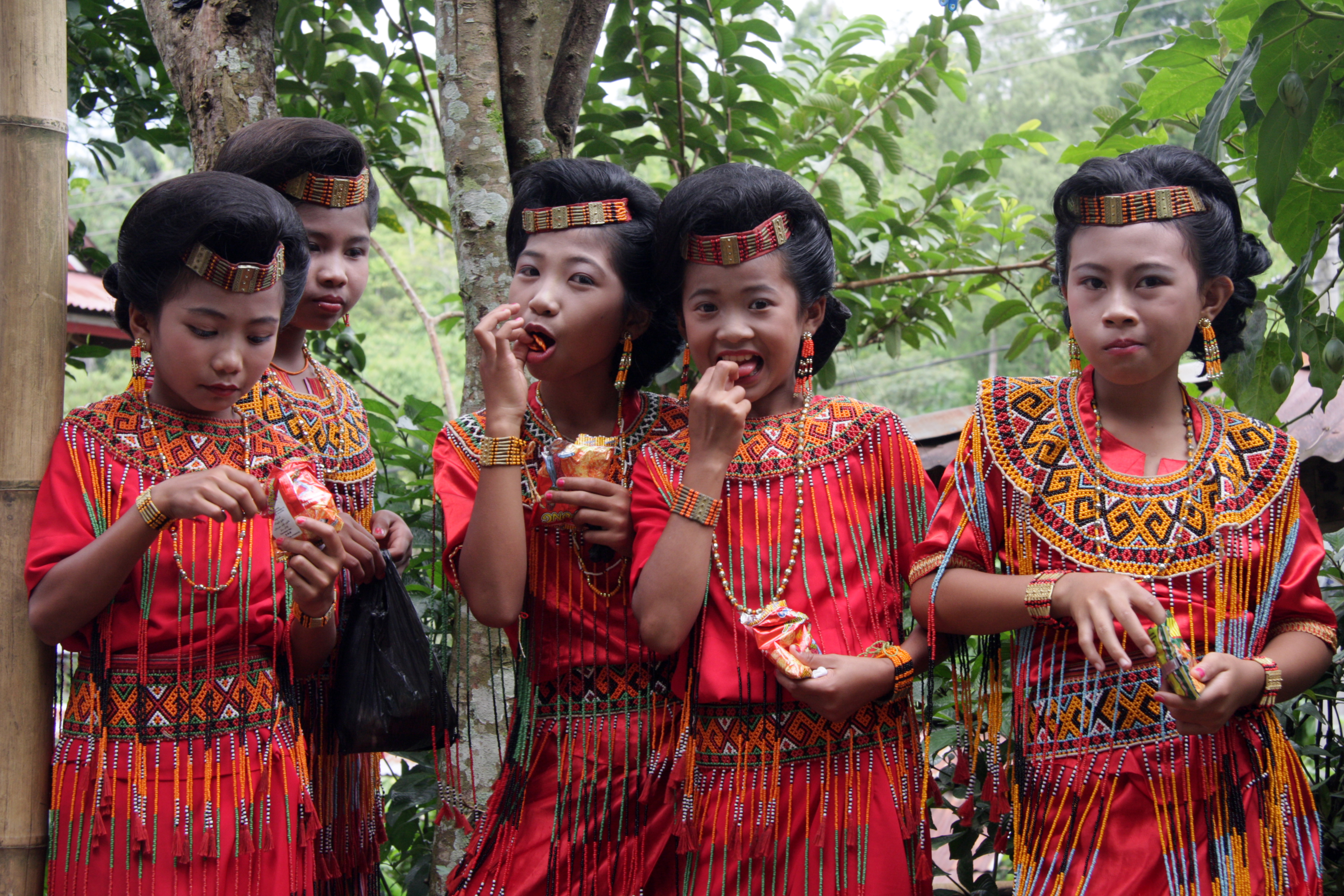
Młode dziewczyny Toradża witają gości na weselu na wyspie Sulawesi
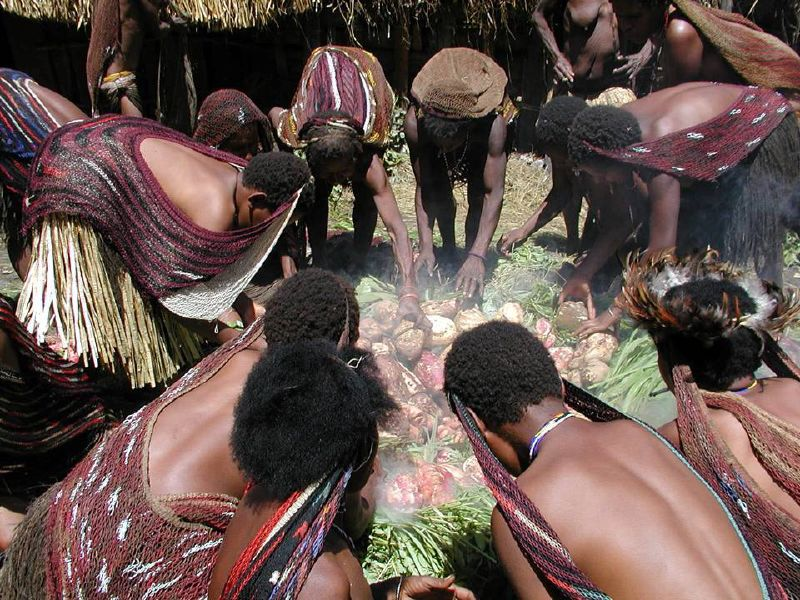
Ceremonia papuaska w dolinie Baliem
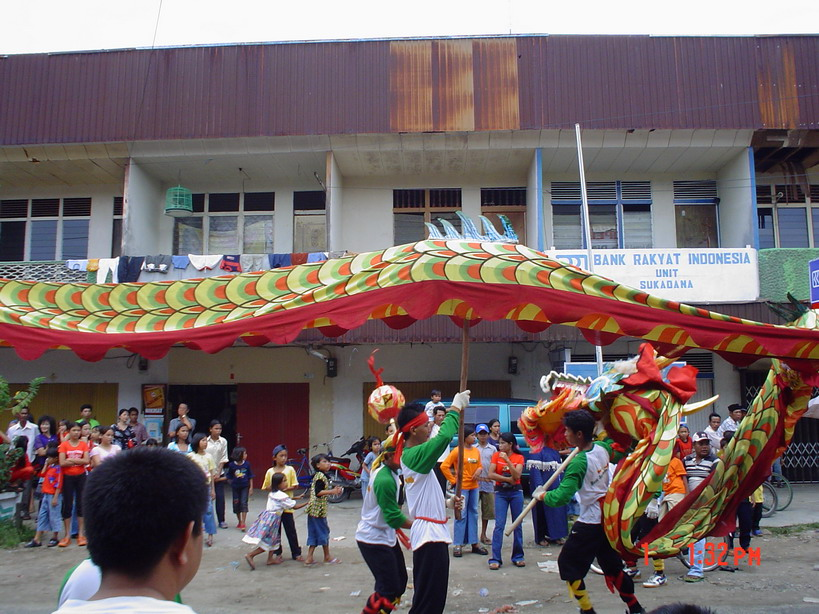
Tradycyjna chińska scena w Kalimantanie

### Języki
Językiem urzędowym Indonezji jest indonezyjski (bahasa Indonesia), który służy jako ogólnokrajowa lingua franca, a zarazem spełnia wszelkie funkcje języka państwowego – jest stosowany w oficjalnej komunikacji, publikacjach, instrukcjach itp. Jest nauczany w szkołach i używany przez prawie wszystkich Indonezyjczyków. Stanowi język handlu, polityki, mediów krajowych i edukacji. Jako że wywodzi się z języka malajskiego, zachowuje pewien stopień wzajemnej zrozumiałości z odmianami malajskiego z sąsiednich krajów. Standardowa, literacka odmiana języka indonezyjskiego została oparta na dialekcie johor-riau, choć na terytorium kraju powstało także wiele innych jego odmian. W toku rozwoju indonezyjski przejął wiele słów z różnych języków lokalnych, zwłaszcza jawajskiego, ale także sundajskiego. Jest znacznie zróżnicowany regionalnie.
Malajski przyjął się jako lingua franca archipelagu na długo przed powstaniem państwa indonezyjskiego. Zdołali to udokumentować przybywający od początku XVI wieku Europejczycy, w tym Antonio Pigafetta, uczestnik wyprawy Magellana i autor wczesnego opisu słownictwa malajskiego. Malajski był językiem, którym Holendrzy zwracali się do tubylców. Znalazł również zastosowanie jako język administracji. Był promowany przez nacjonalistów od lat 20. XX wieku, a w 1945 roku stał się językiem narodowym niepodległej Indonezji. Wskutek kolonizacji w języku indonezyjskim zakorzeniła się warstwa wpływów niderlandzkich.
W istocie język indonezyjski charakteryzuje się dyglosją, w której można wyróżnić poziom formalny, który lingwiści nazywają także „wysokim”, oraz poziom nieformalny, określany jako „niski”.
Ponadto większość Indonezyjczyków posługuje się jednym z kilkuset języków lokalnych (bahasa daerah), które często służą jako języki ojczyste. Są to języki stosowane w obrębie lokalnych społeczności, słabiej zaświadczone w piśmiennictwie i mniej upowszechnione w domenach komunikacji wyższej. Wśród tych języków najczęściej używanym jest jawajski, a następnie sundajski. Ogółem występuje tu ok. 300 grup etnicznych posługujących się ponad 700 językami, chociaż większość z nich należy do tej samej (austronezyjskiej) rodziny. Nie są to dialekty (odmiany) jednego języka, lecz odrębne języki, z samodzielnymi systemami gramatyki, własnymi zasobami słownictwa itp. We wschodnich regionach kraju (Małe Wyspy Sundajskie Wschodnie, Moluki Północne, indonezyjska część Nowej Gwinei) duża część populacji posługuje się językami nieaustronezyjskimi (papuaskimi), należącymi m.in. do rodzin transnowogwinejskiej i zachodniopapuaskiej. Niektóre z nich wymarły lub są zagrożone.

### Ochrona zdrowia
Rząd Indonezji na ochronę zdrowia w 2016 wydał 3,3% PKB. Każdy obywatel jest chroniony na mocy Jaminan Kesehatan Nasional (JKN), czyli powszechnego ubezpieczenia zdrowotnego, które zainicjowało Ministerstwo Zdrowia Indonezji. Zgodnie z JKN wszyscy Indonezyjczycy otrzymują pokrycie wielu zabiegów medycznych świadczonych przez podmioty publiczne i firmy prywatne, które zdecydowały się przystąpić do programu.
System opieki zdrowotnej został dotknięty skutkami kryzysu z lat 1997–1998. Na początku XXI wieku rząd uruchomił ambitny program odbudowy i dalszej poprawy wydajności, którego kluczowym elementem jest koncentracja na decentralizacji. Rozwija się podstawowa infrastruktura medyczna. Pod koniec XX w. w każdym okręgu (kecamatan) istniał co najmniej jeden ośrodek medyczny (tzw. Pusat Kesehatan Masyarakat), na którego czele stał licencjonowany lekarz.
W ostatnich latach nastąpiła znacząca poprawa, na przykład wzrost oczekiwanej długości życia (z 62,3 lat w 1990 r. do 71,7 lat w 2019 r.) oraz malejąca śmiertelność noworodków (z 84 zgonów na 1000 urodzeń w 1990 r. do 25,4 zgonów w 2017 r.). Niemniej jednak Indonezja nadal boryka się z wyzwaniami, które obejmują niską jakość powietrza, niedożywienie, choroby zakaźne i wysoki wskaźnik palenia. Częstotliwość palenia jest bardzo wysoka, a około 400 tys. ludzi rocznie umiera na choroby związane z paleniem.
Jeden lekarz przypada na 5000 osób, jedno łóżko szpitalne na 1111 osób.

### Edukacja

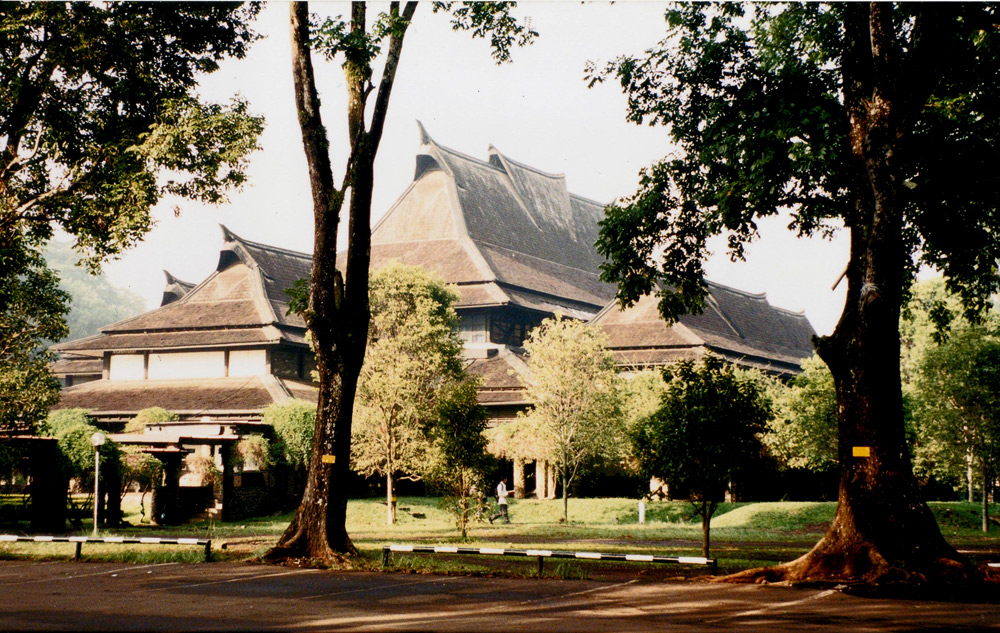
Instytut Technologii w Bandungu jest uważany za jeden z najbardziej prestiżowych uniwersytetów w Indonezji.

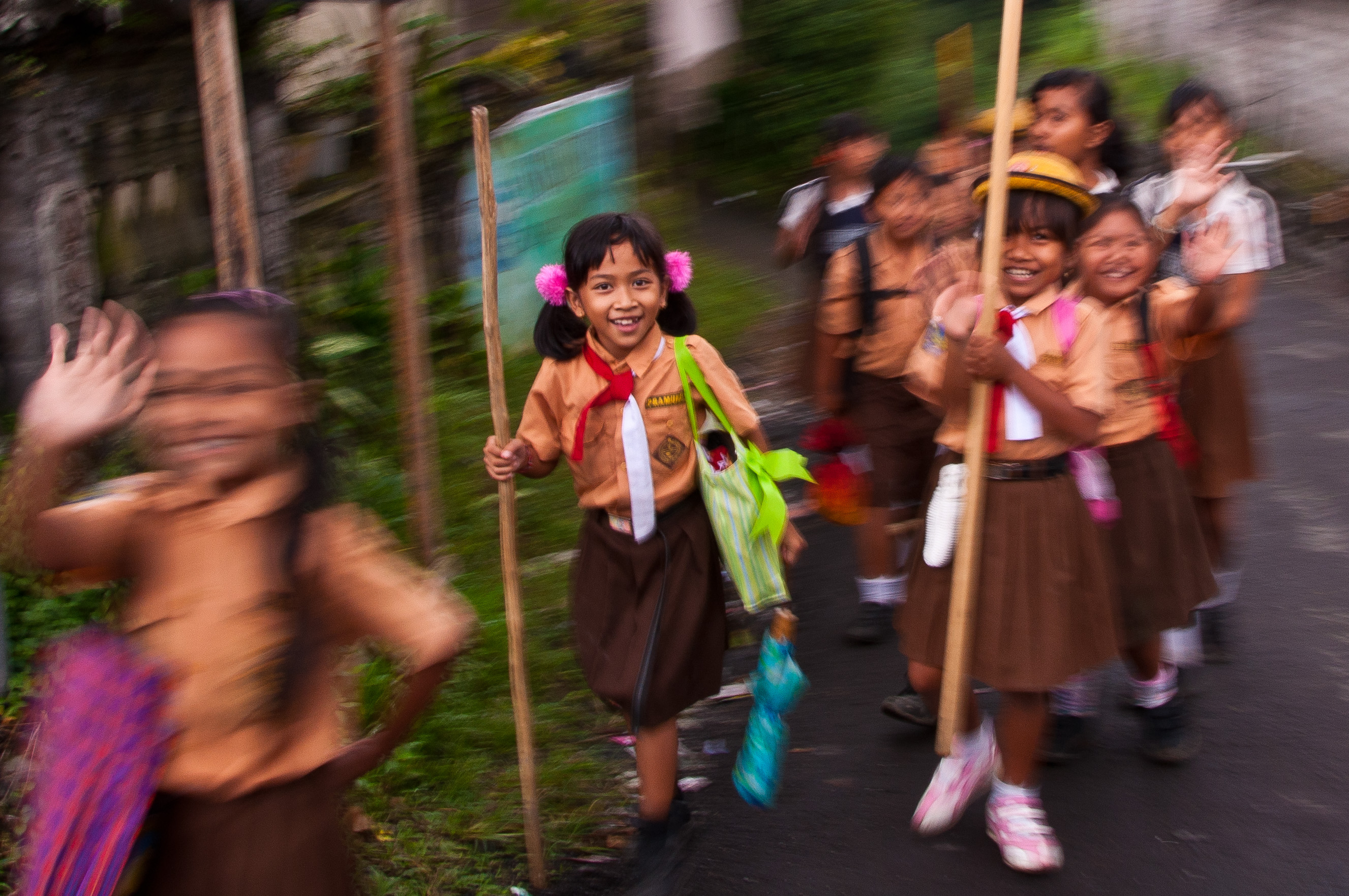
Grupa dzieci w mundurach harcerskich na Bali

Obowiązek szkolny w Indonezji obejmuje dzieci między 7. a 18. rokiem życia. Rodzice mogą wybrać, czy chcą posłać dziecko do szkoły państwowej, niereligijnej szkoły publicznej nadzorowanej przez Ministerstwo Edukacji i Kultury, czy prywatnej lub półprywatnej szkoły religijnej (najczęściej islamskiej) nadzorowanej i kontrolowanej przez Ministerstwo ds. Religii. W 2020 roku stopa skolaryzacji wynosiła 93,5% dla edukacji podstawowej, 78,7% edukacji średniej i 36% edukacji wyższej Stopa alfabetyzacji wynosi 98%.
W 2014 roku w Indonezji działało 118 państwowych uniwersytetów. Dopuszczenie na studia wyższe zależy od wyniku ogólnokrajowego egzaminu wstępnego. Według rankingu Times Higher Education World University Ranking z 2015 roku najlepszym uniwersytetem w Indonezji jest Uniwersytet Indonezyjski (miejsce 310. na świecie, spadek z 209. w 2009 roku).

### Religie
Indonezja jest państwem świeckim, konstytucja tego kraju gwarantuje wolność wyznania. Jednocześnie, zgodnie z ustawodawstwem przyjętym w 1965 r., specjalny status zapewniający wsparcie i ochronę państwa otrzymały główne religie kraju – islam, protestantyzm, katolicyzm, hinduizm, buddyzm i konfucjanizm – z zastrzeżeniem że istnienie innych religii jest niedopuszczalne. Indonezja jest najludniejszym muzułmańskim państwem na świecie z 227 milionami wyznawców (87% populacji), z czego 99% stanowią sunnici. 7% ludności deklaruje się jako protestanci, 2,9% katolicy, 1,7% hindusi, 0,9% pozostali (w tym buddyści i konfucjanie) i 0,4% bez religii. Hinduizm jest szczególnie obecny na wyspie Bali. Większość dzisiejszych buddystów to Indonezyjczycy chińskiego pochodzenia. Hinduizm i buddyzm są obecnie dwoma mniejszościowymi religiami w Indonezji, miały one jednak duży wpływ w przeszłości i zdefiniowały aspekty kultury tego kraju. Islam przybył do Indonezji wraz z muzułmańskimi kupcami pochodzenia arabskiego, indyjskiego i chińskiego. Powoli rozprzestrzeniał się wzdłuż szlaków handlowych. W Indonezji religia jest często praktykowana w sposób synkretyczny, pod wpływem lokalnych zwyczajów i wierzeń. Część rdzennych mieszkańców najmniej dotkniętych współczesnymi cywilizacjami terytoriów – głównie w Kalimantanie, Nowej Gwinei, Sulawesi, Molukach – wyznaje animizm i inne formy pogaństwa. W innych częściach kraju w różnym stopniu utrzymują się tradycyjne wierzenia lokalne. Bluźnierstwo jest karane więzieniem. W prowincji Aceh obowiązuje prawo szariatu.

### Święta

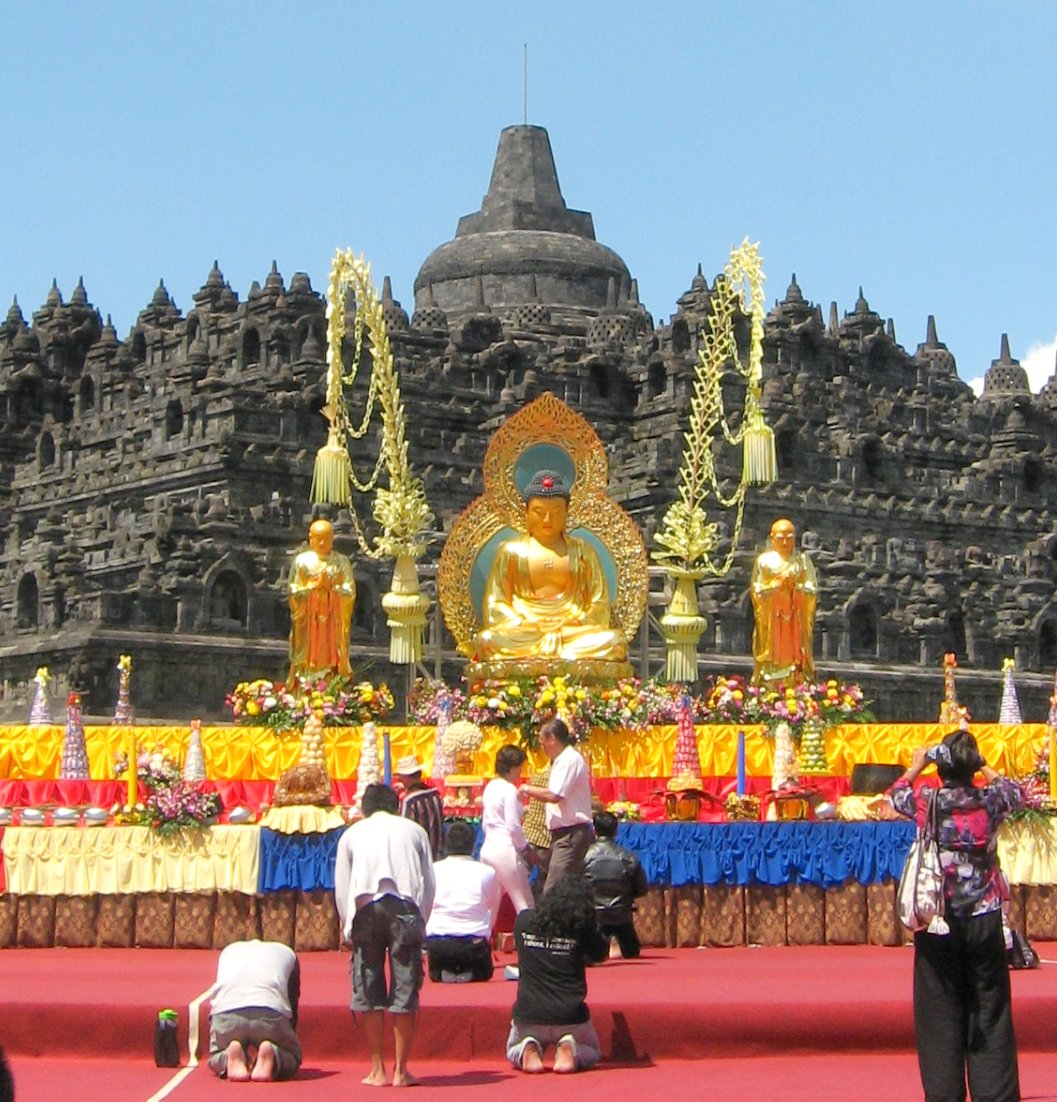
Buddyjska ceremonia Vesak (urodziny Buddy) w świątyni Borobudur w środkowej Jawie

Święta państwowe w Indonezji, inne niż Dzień Niepodległości, odzwierciedlają różnorodność religijną i kulturową tego kraju oraz poszanowanie ich zwyczajów, niezależnie od liczby ludności:
- 1 stycznia – Nowy Rok według chronologii chrześcijańskiej (indonez. Tahun Baru Masehi);
- termin ustalany jest zgodnie z kalendarzem chińskim – Chiński Nowy Rok (indonez. Hari Imlek);
- termin ustalany jest zgodnie z kalendarzem islamskim – urodziny Proroka Mahometa (indonez. Maulid Nabi Muhammad);
- termin ustalany jest zgodnie z kalendarzem balijskim – Nowy Rok zgodnie z chronologią przyjętą w balijskiej odmianie hinduizmu (indonez. Tahun Baru Saka);
- termin ustalany jest zgodnie z kalendarzem gregoriańskim – Wielki Piątek (Ind. indonez. Wafat Isa Al-Masih);
- termin ustalany jest zgodnie z kalendarzem buddyjskim – urodziny Buddy (indonez. Waisak);
- termin ustalany jest zgodnie z kalendarzem gregoriańskim – Wniebowstąpienie Pańskie (indonez. Kenaikan Isa Al-Masih);
- termin ustalany jest zgodnie z kalendarzem islamskim – Miradż (indonez. Lailat Al Miraj);
- 17 sierpnia – Dzień Niepodległości (indonez. Hari Proklamasi Kemerdekaan);
- termin ustalany jest zgodnie z kalendarzem islamskim – Id al-Fitr (indonez. Idul Fitri);
- termin ustalany jest zgodnie z kalendarzem islamskim – Id al-Adha (indonez. Idul Adha);
- termin ustalany jest zgodnie z kalendarzem islamskim – Muzułmański Nowy Rok (indonez. Tahun Baru Hijriyah);
- 25 grudnia – Boże Narodzenie (indonez. Natal)[141]

## Geografia

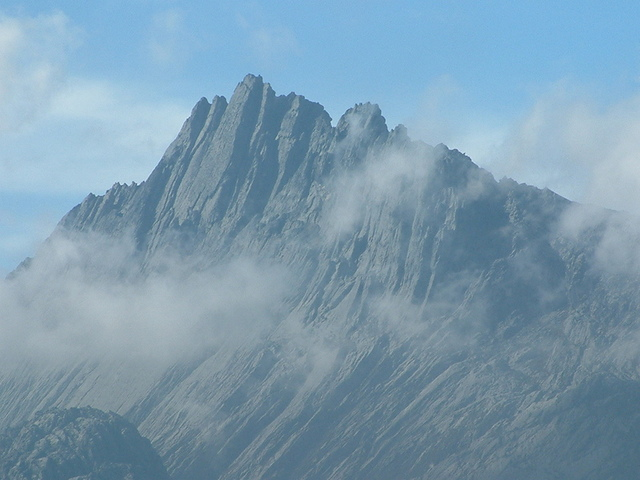
Puncak Jaya, Papua

Indonezja jest państwem wyspiarskim, położonym na 17 508 wyspach należących do Archipelagu Malajskiego. Około 6 tys. z nich jest zamieszkanych. Wyspy Indonezji rozciągają się na długości ponad 5 tys. km wzdłuż równika i na długości 1750 km z południa na północ. Ich brzegi opływają Ocean Spokojny i Indyjski. Na wyspach znajdują się liczne wulkany. Indonezja jest często nękana przez trzęsienia ziemi i tsunami. Najwyższym szczytem jest Puncak Jaya – wysokość 4884 m. Graniczy z Papuą-Nową Gwineą na Nowej Gwinei, Malezją na Borneo i Timorem Wschodnim na Timorze.
Najważniejsze wyspy Indonezji to Sumatra, Jawa, Borneo (współdzielona z Malezją i Brunei), Celebes (Sulawesi) i Nowa Gwinea (część zachodnia wyspy stanowi indonezyjskie prowincje Papua, Papua Zachodnia, Papua Górska, Papua Środkowa, Papua Południowa i Papua Południowo-Zachodnia, a część wschodnia jest niepodległym państwem – Papua-Nowa Gwinea). Najważniejsze rzeki Indonezji to Kapuas, Barito, Mahakam (Borneo), Hari, Kampar, Musi (Sumatra), Solo (Jawa), Mamberamo, Digul (Nowa Gwinea).

### Podział administracyjny

Podział administracyjny Indonezji

Indonezja podzielona jest na cztery poziomy jednostek samorządu terytorialnego, od największego do najmniejszego:
- I poziom: provinsi (prowincja);
- II poziom: kabupaten (dystrykt) i kota (okręg miejski);
- III poziom: kecamatan (dzielnica);
- IV poziom, w zależności od regionu lub prowincji: kelurahan, desa (wieś), gampong (wieś w prowincji Aceh), nagari (wieś w kraju Minangkabau na wschodniej Sumatrze), kampung (wieś w Papui)[142].

Indonezja jest podzielona na 38 prowincji, w tym dziewięć (Aceh, Dżakarta, Papua, Papua Górska, Papua Środkowa, Papua Południowa, Papua Południowo-Zachodnia, Papua Zachodnia i Yogyakarta) to okręgi specjalne.
Stolica Dżakarta znajduje się w dziesiątce największych aglomeracji świata, przekraczając 34 milionów mieszkańców. Z większych miast wymienić można: Bandung, Surabaja, Medan, Jogyakarta, Semarang oraz Makassar.

### Geologia
Tektonicznie Indonezja jest bardzo niestabilna. Leży w Pacyficznym Pierścieniu Ognia, w miejscu gdzie płyta indoaustralijska i płyta pacyficzna wciągają pod ziemię płytę euroazjatycką, gdzie topi się około 100 km pod powierzchnią ziemi. Łańcuch wulkanów rozciąga się od Sumatry do Morza Banda. Podczas gdy popiół wulkaniczny użyźnił glebę w wielu rejonach kraju, spowodował także, że w niektórych regionach warunki rolnicze są nieprzewidywalne. Spośród 400 wulkanów około 150 jest czynnych.

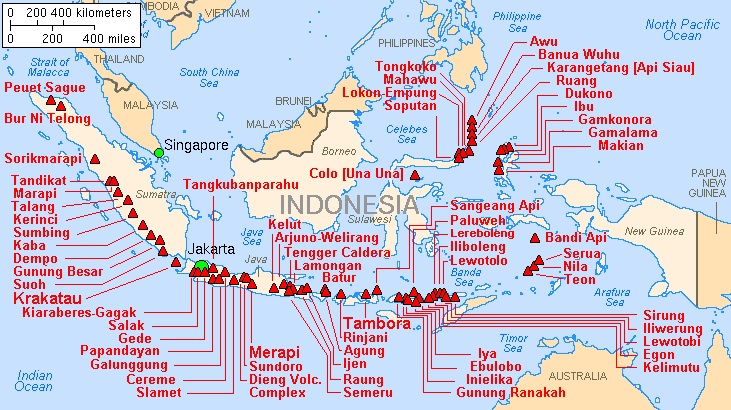
Ważniejsze wulkany w Indonezji.

Największa erupcja miała miejsce 75 tys. lat temu, gdy wybuchł superwulkan Toba (obecnie jezioro Toba). Uważa się, że wybuch superwulkanu doprowadził do wulkanicznej zimy i ochłodzenia klimatu, a następnie do efektu wąskiego gardła w ludzkiej ewolucji około 50 tys. lat temu.
Między rokiem 1972 a 1990 odnotowano 29 erupcji wulkanów, głównie na Jawie. Dwa najbardziej gwałtowne wybuchy wulkanów w czasach współczesnych miały miejsce w Indonezji. W 1815 roku doszło do erupcji wulkanu Tambora na wyspie Sumbawa, zabijając 92 tys. ludzi. Tambora wytworzyła największą erupcję, jaka miała miejsce w ciągu ostatnich 10 tys. lat. Erupcja ta wprowadziła olbrzymie ilości popiołu wulkanicznego do górnych warstw atmosfery. Dodatkowo wydarzyło się to w środku okresu małej aktywności słonecznej, zwanego minimum Daltona, mającego miejsce w latach 1790–1830. Wybuch wulkanu Krakatau w 1883 roku jest jednym z najbardziej zabójczych i destrukcyjnych erupcji w znanej historii. Prawie 40 tys. osób zmarło wskutek wybuchu i powstałego tsunami.

### Klimat

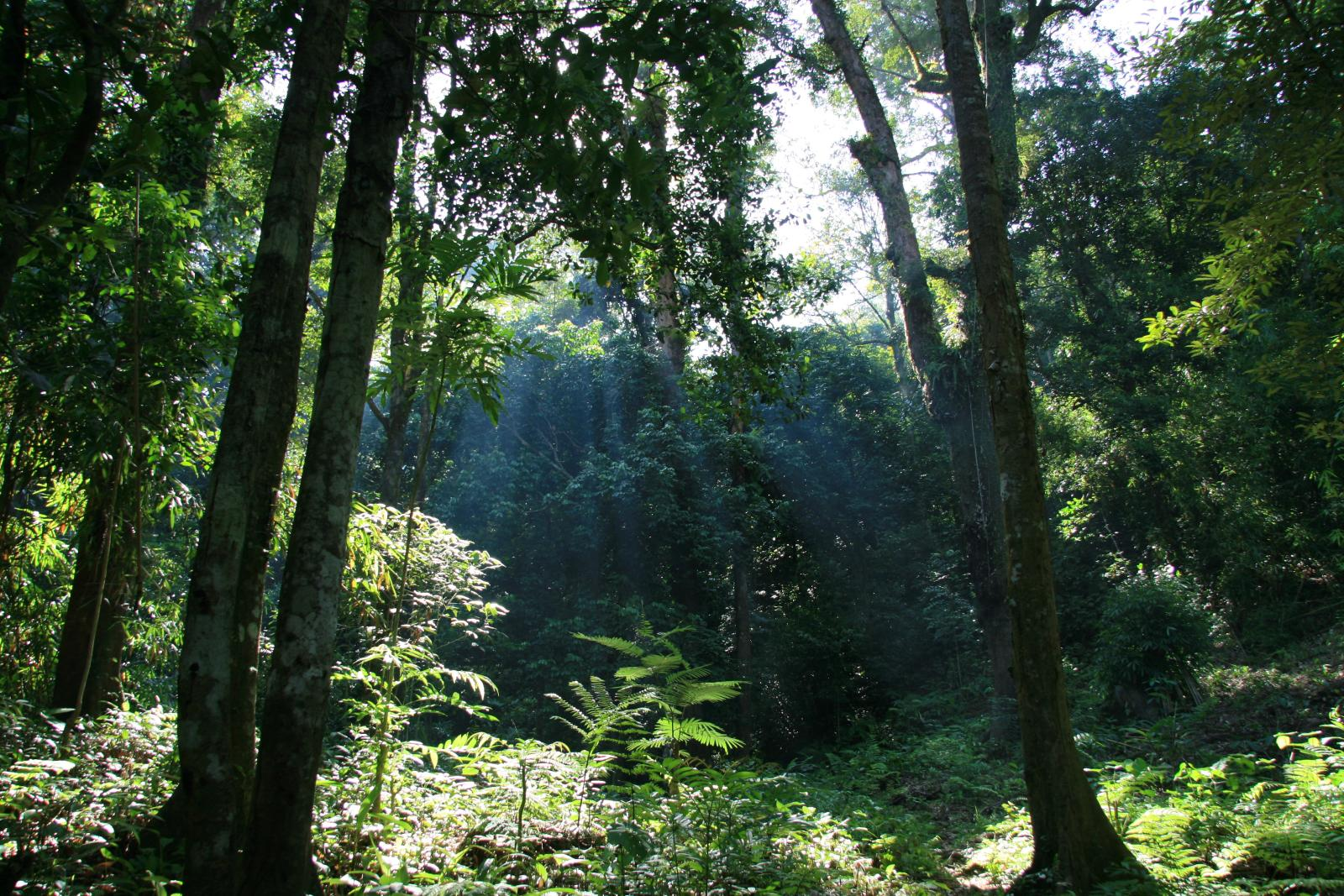
Las deszczowy w Parku Narodowym Gunung Palung na Borneo Zachodnim

Ze względu na swoje położenie Indonezja posiada albo klimat tropikalny, na przemian z porą deszczową i suchą, albo klimat równikowy, bez zmian temperatury i opadów, wilgotny przez cały rok. Średnie roczne opady wahają się od 1780 do 3175 milimetrów na niskich wysokościach do 6100 milimetrów w regionach górskich. Regiony górskie znajdują się zwłaszcza na zachodnim wybrzeżu Sumatry, zachodniej Jawie, Borneo, Sulawesi i Papui i są silnie nawadniane. Poziom wilgotności jest często bardzo wysoki i wynosi około 80%. Średnia temperatura zmienia się nieznacznie w ciągu roku; Średnia dzienna temperatura w Dżakarcie waha się między 26 a 33 stopni Celsjusza.

### Flora, fauna i środowisko

#### Ogólna charakterystyka

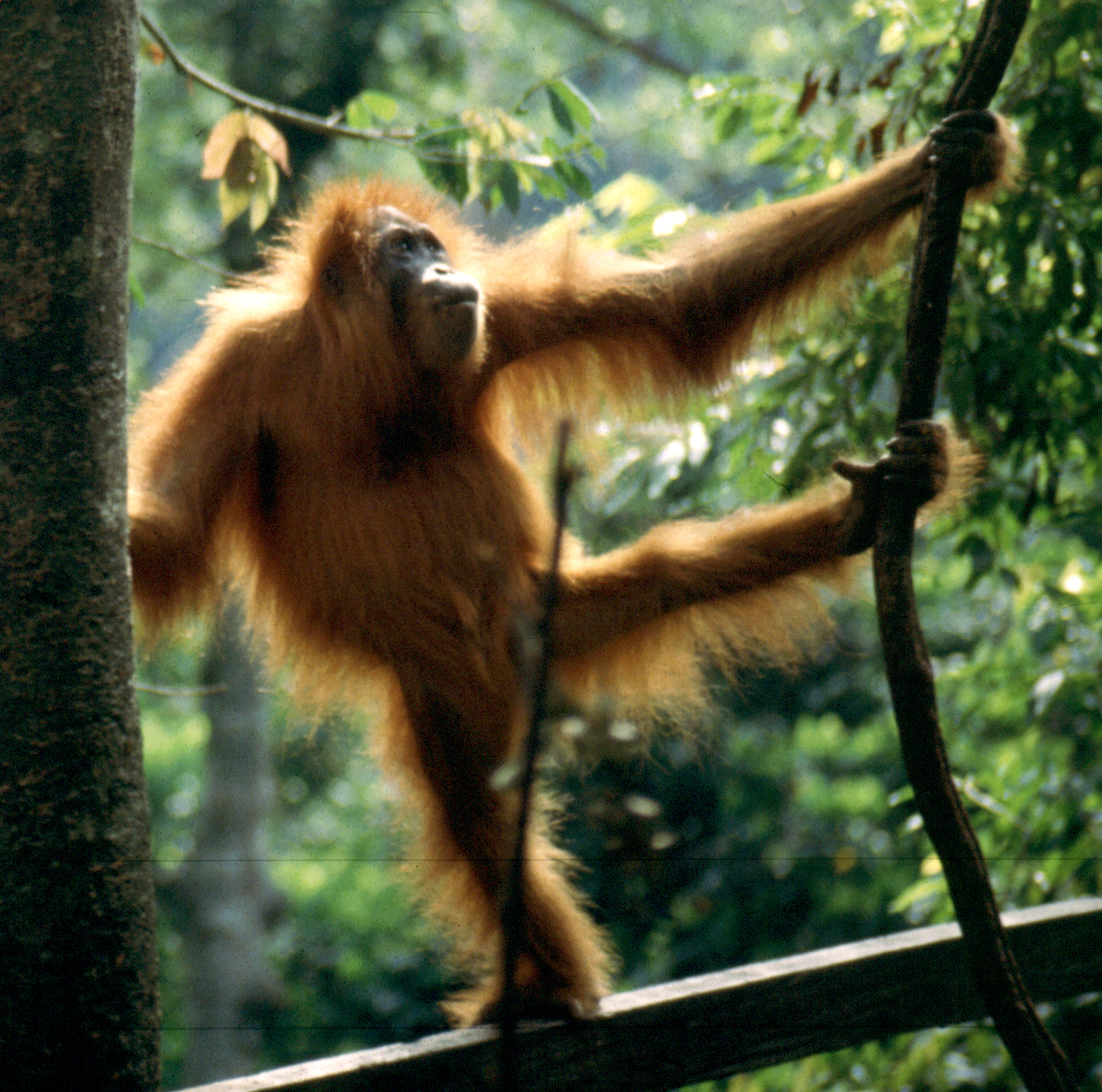
Orangutan w lesie deszczowym

Wielkość Indonezji, jej tropikalny klimat oraz fakt, że jest to archipelag, dają krajowi status drugiej strefy bioróżnorodności na świecie (po Brazylii). Indonezja posiada także najbogatszą faunę ze wszystkich krajów świata. Indonezja jest domem dla 47 dużych, odrębnych ekosystemów naturalnych, w których odnotowuje się około 17% gatunków planety; prawdopodobnie 11% roślin kwiatowych, 12% ssaków i 37% ryb. Ekosystemy te obejmują szeroką gamę ekosystemów morskich i przybrzeżnych, takich jak plaże, wydmy, ujścia rzek, namorzyny, rafy koralowe czy równiny błotne.
Najważniejszą cechą indonezyjskiego ekosystemu jest podział na strefy biogeograficzne, określone linią Wallace‘a, która biegnie z północy na południe między wyspami Borneo i Sulawesi, a następnie między wyspami Bali i Lombok. Większość wysp na zachód od niej, będąc w czasach prehistorycznych połączonych z kontynentalną Azją Południowo-Wschodnią i tworząc z nią region biogeograficzny Sunda odziedziczyła głównie florę i faunę typu azjatyckiego. Położona na wschód od linii Wallace‘a Nowa Gwinea i szereg przylegających do niej wysp, które w przeszłości stanowiły jeden kontynent z Australią, Sahul, są zamieszkane w większości przez gatunki podobne do australijskich. Jednocześnie najbardziej osobliwe pod względem przyrodniczym są tereny przylegające z obu stron do Linii Wallace’a – tzw. region Wallacea, obejmujący Sulawesi, Moluki i większość Małych Wysp Sundajskich. Wallacea, która jest biogeograficznie strefą przejściową między regionami Sunda i Sahul, ma w różnym stopniu cechy obu, a także szereg unikatowych cech – to właśnie tutaj znajduje się większość gatunków endemicznych dla Indonezji.

#### Flora

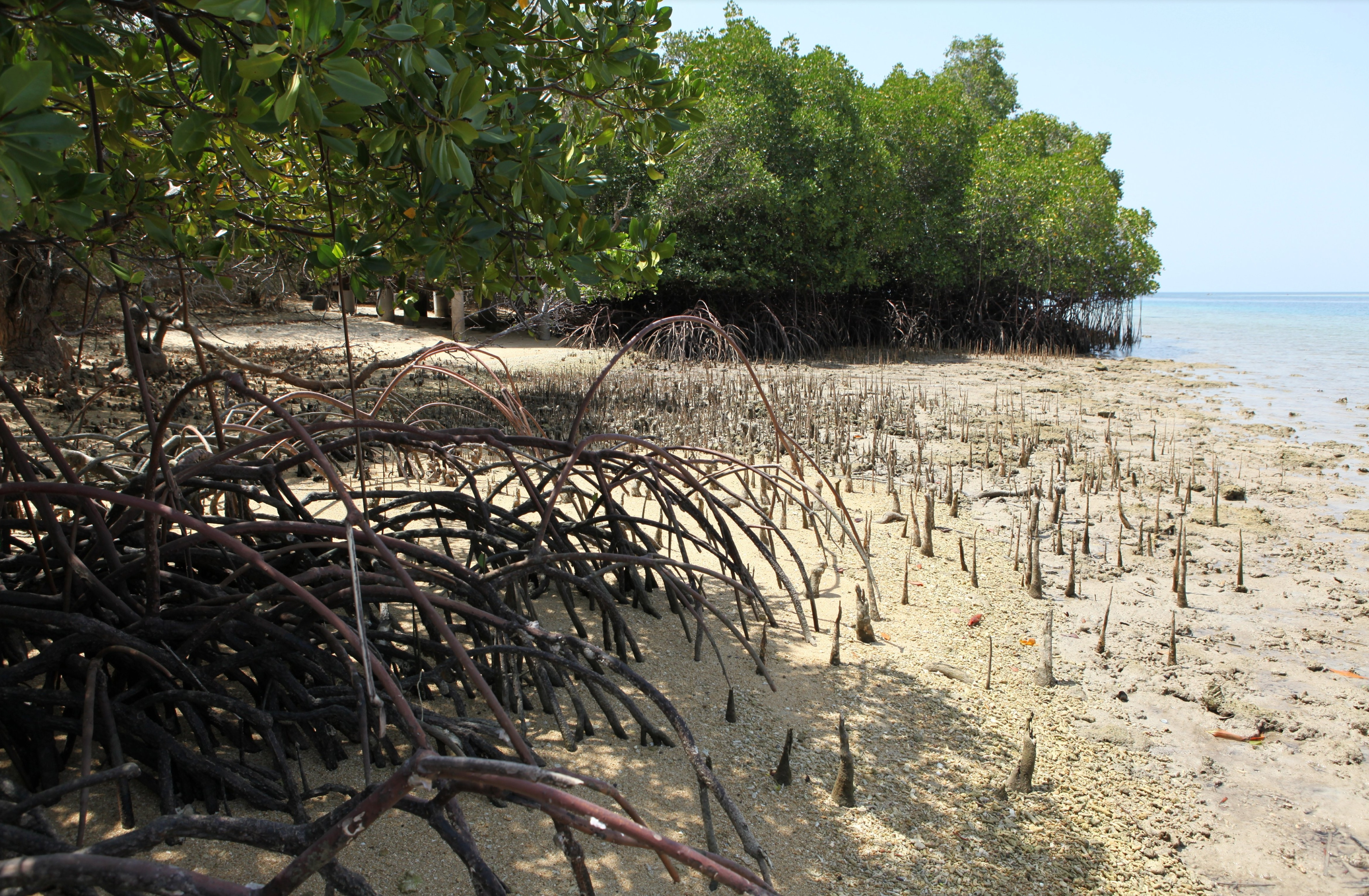
Namorzyny podczas odpływu

Na początku XXI wieku liczbę gatunków roślin występujących w Indonezji szacowano na około 28 tys. Co najmniej 60% powierzchni kraju zajmują wilgotne wiecznie zielone lasy równikowe, z których najbardziej zalesione są terytoria Borneo i Nowa Gwinea, a najmniejsze obszary w wymiarze względnym zajmują lasy na Jawie.
Lasy równikowe są typowe zarówno dla obszarów płaskich, jak i górskich. Do wysokości około 1500 m n.p.m. głównymi rodzajami roślinności są w nich fikusy, pandan, palma, paprocie drzewiaste, bambus. Na wysokości do 2500–3000 m wszechobecne są górskie lasy tropikalne z przewagą wiecznie zielonych gatunków liściastych i iglastych, a nawet wyżej – wyżynne krzywe lasy, krzewy i różne trawy. Namorzyny są szeroko rozpowszechnione na nisko położonych obszarach przybrzeżnych (Borneo, Nowa Gwinea i, w mniejszym stopniu, Sumatra). Wyspy w południowo-wschodniej części kraju mają również liściaste lasy tropikalne i sawanny, które często powstają po wylesieniu. Powierzchnia lasów maleje pod wpływem działalności gospodarczej człowieka – proces ten przebiega najszybciej na Jawie i Sumatrze.

#### Fauna

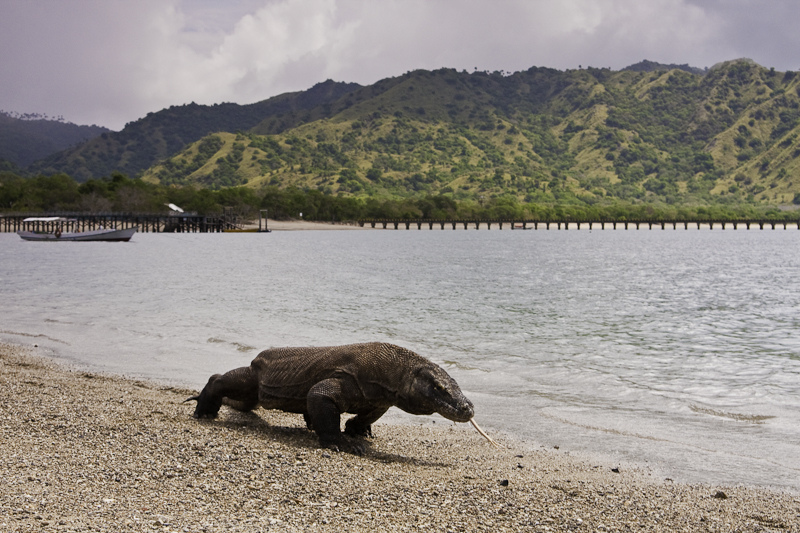
Park Narodowy Komodo

Wyspy kontynentalne Sunda (Sumatra, Jawa, Borneo i Bali), wcześniej związane z Azją, posiadają bogatą faunę azjatycką. Duże gatunki, takie jak tygrysy, nosorożce, orangutany, słonie czy lamparty, występowały licznie, ale liczba i rozmieszczenie tych gatunków gwałtownie spadły.
Na Sumatrze i Borneo dominują gatunki azjatyckie. Niemniej jednak lasy mniejszych lub gęściej zaludnionych wysp, takich jak Jawa, zostały w dużej mierze zastąpione obszarami rolniczymi. Sulawesi, Małe Wyspy Sundajskie i Moluki, przez dłuższy czas odseparowane od kontynentu, wykształciły unikatową florę i faunę. Papua, dawna część Australii, jest domem dla unikatowej flory i fauny podobnej do australijskiej, w tym m.in. ponad 600 gatunków ptaków.
Indonezja zajmuje drugie miejsce po Australii pod względem stopnia endemizmu, np. 26% z 1531 gatunków ptaków lub 39% z 515 gatunków ssaków jest endemicznych. 50 000 kilometrów tropikalnego wybrzeża Indonezji również przyczynia się do wysokiego poziomu bioróżnorodności kraju.
Wiele zwierząt jest zagrożonych, a populacje niektórych gatunków spadają w bardzo szybkim tempie. Tak więc tylko spośród ssaków 140 gatunków zostało sklasyfikowanych przez Międzynarodową Unię Ochrony Przyrody (IUCN) jako zagrożone, a 15 z nich uważa się za bliskie wyginięcia. Wśród tych ostatnich są takie zwierzęta jak orangutan, nosorożec jawajski, tygrys sumatrzański.

## Gospodarka

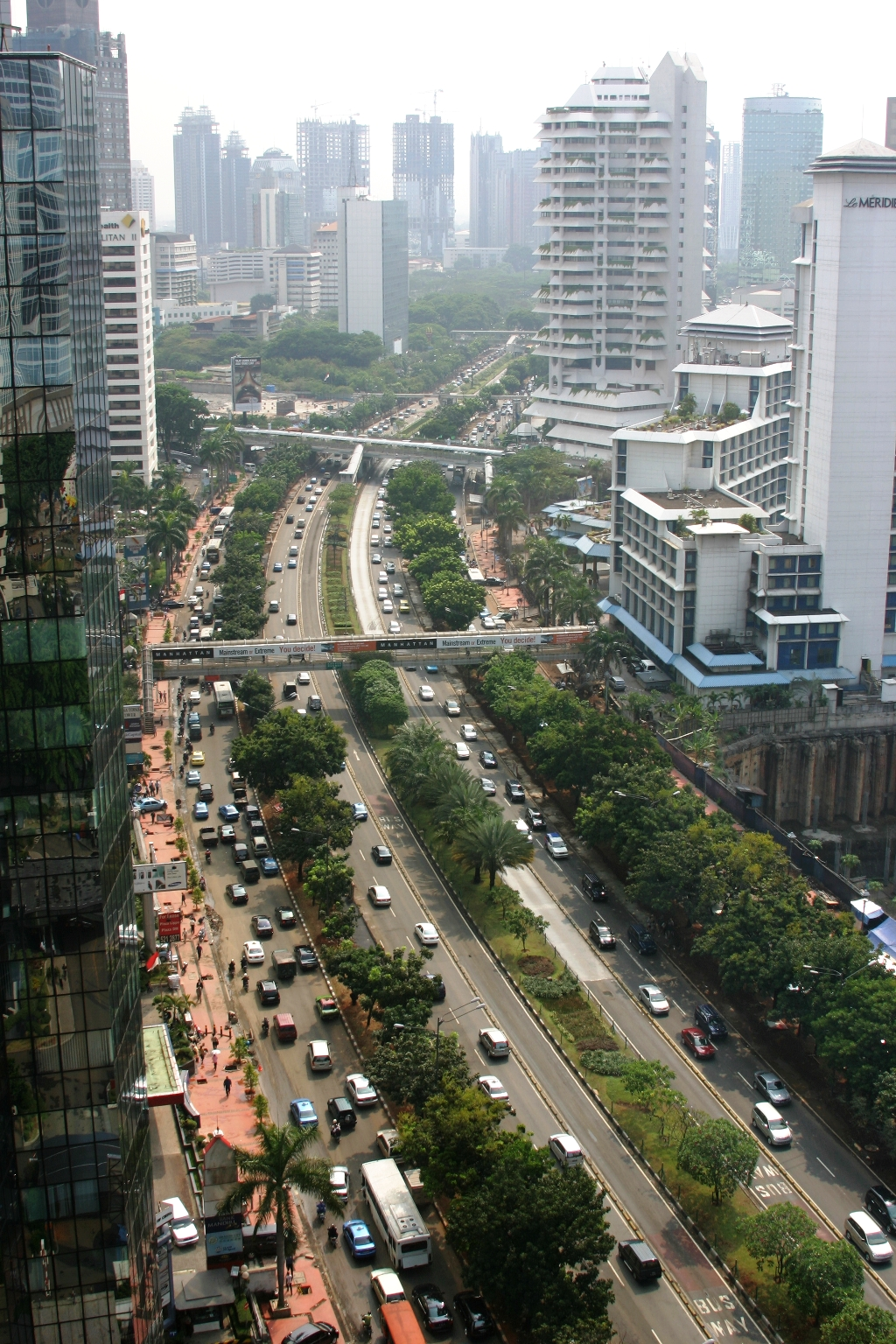
Dżakarta, stolica Indonezji

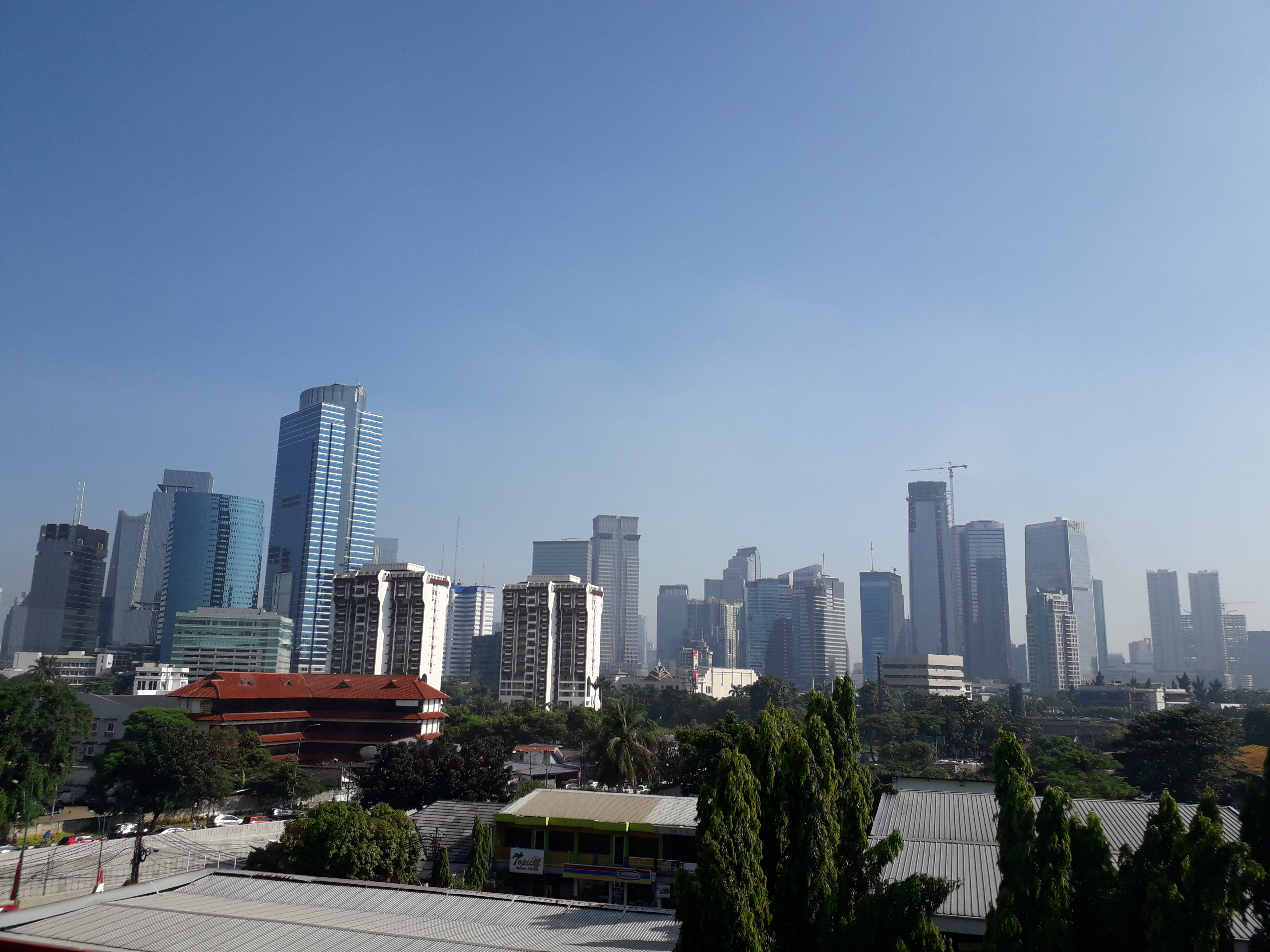
Mega Kuningan

Ze względu na wysoki poziom wzrostu gospodarczego Indonezja zaliczana jest do grupy azjatyckich tygrysów. Produkt krajowy brutto (PKB) wyniósł 1,011 mld USD w 2017 r., dzięki czemu Indonezja stała się 16. co do wielkości gospodarką na świecie.
Najważniejszy jest sektor usług, na który przypada 45,4% PKB (w 2017 r.). Kolejne miejsca zajmuje przemysł (41%) i rolnictwo (13,7%). Jednocześnie 13,2% ludności zatrudnionych jest w przemyśle, 38,9% w rolnictwie i 47,9% w usługach. Główne gałęzie przemysłu to wydobycie ropy naftowej i gazu ziemnego, tekstylia i odzież górnictwo, przemysł samochodowy oraz lotniczy. Indonezja odgrywa ważną rolę w gospodarce światowej jako dostawca kauczuku, kakao (w czwórce największych producentów na świecie), pieprzu, chininy oraz oleju palmowego. Kraj posiada znaczne zasoby ropy naftowej, gazu ziemnego, cyny, miedzi i złota. Indonezja importuje głównie maszyny, chemikalia, benzynę i żywność. Trudny teren do zagospodarowania daje Indonezji możliwości uprawy niecałych 15% powierzchni kraju. Głównymi uprawami są ryż, drzewo kauczukowe, herbata, tytoń, przyprawy, palma oleista. W 2015 roku kraj ten odwiedziło 10,408 mln turystów (10,3% więcej niż w roku poprzednim), generując dla niego przychody na poziomie 10,761 mld dolarów. Większość turystów odwiedzających Indonezję wybiera wakacje na Bali.
Ludność w wieku produkcyjnym – 122,4 mln osób (4. miejsce na świecie), stopa bezrobocia – 5,5% (60. miejsce na świecie).
W 2016 roku głównymi rynkami eksportowymi Indonezji były Stany Zjednoczone (19,5 mld USD), Chiny (18,6 mld USD), Japonia (17,5 mld USD), Singapur (13,3 mld USD) i Indie (11,3 mld) 186. Import Indonezji głównie z Chin (31 mld), Singapuru (15,1 mld), Japonii (12,1 mld), Tajlandii (8,46 mld) i Malezji (7,17 mld).

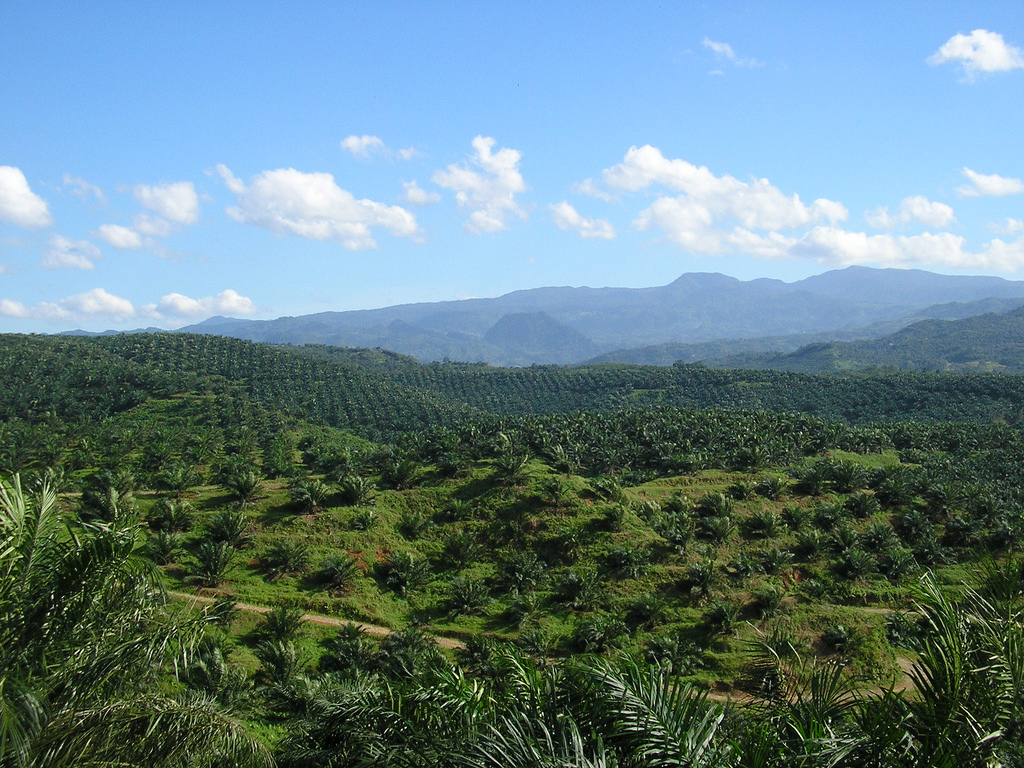
Plantacja oleju palmowego

Gospodarkę o charakterze rynkowym cechuje aktywna rola państwa: państwo jest właścicielem około 140 dużych przedsiębiorstw z różnych sektorów gospodarki narodowej, a także kontroluje ceny szeregu towarów, w tym podstawowych artykułów spożywczych oraz paliw i smarów.
Korupcja to poważny problem gospodarczy. Indonezja od dawna znajduje się w pierwszej setce rankingów opracowanych przez Transparency International. Oligarchia zrodzona pod rządami Nowego Ładu zawłaszczyła większość owoców wzrostu gospodarczego Indonezji. W 2017 r. raport Oxfam umieścił Indonezję na szóstym miejscu wśród krajów o największej nierówności; najbogatszy 1% posiada 49% majątku. Poprzez kontrolę mediów i finansowanie partii oligarchowie wywierają znaczący wpływ na życie polityczne.
W Indonezji nie ma jednolitej płacy minimalnej dla całego kraju, jej obliczanie należy do kompetencji władz prowincji i zrównanych z nimi okręgów specjalnych. Na początku 2021 r. najwyższą płacę ustalono w stolicy kraju Dżakarcie – 4 416 186 rupii (313,84 USD), najniższą w Yogyakarcie – 1 765 000 rupii (125,34 USD) miesięcznie.
W październiku 2020 r. parlament zatwierdził ustawę Omnibus Law (UU Cipta Kerja), postrzeganą jako „ultraliberalną”, której celem jest przyciągnięcie inwestorów zagranicznych do Indonezji.

## Kultura i sztuka
Ze względu na wieloetniczny charakter kraju Indonezja wyróżnia się wysokim stopniem różnorodności kulturowej. Najważniejszymi czynnikami rozwoju lokalnej kultury materialnej i duchowej były naprzemienne wpływy kilku religii – buddyzmu, hinduizmu, islamu, a także różnych form pogaństwa – praktykowanych przez miejscowych mieszkańców w różnych okresach oraz znaczące wpływy zewnętrzne, w szczególności indyjskie, chińskie, arabskie i europejskie. Zróżnicowane dziedzictwo można odnaleźć w takim czy innym stopniu w prawie wszystkich formach sztuki narodowej.

### Teatr i kino

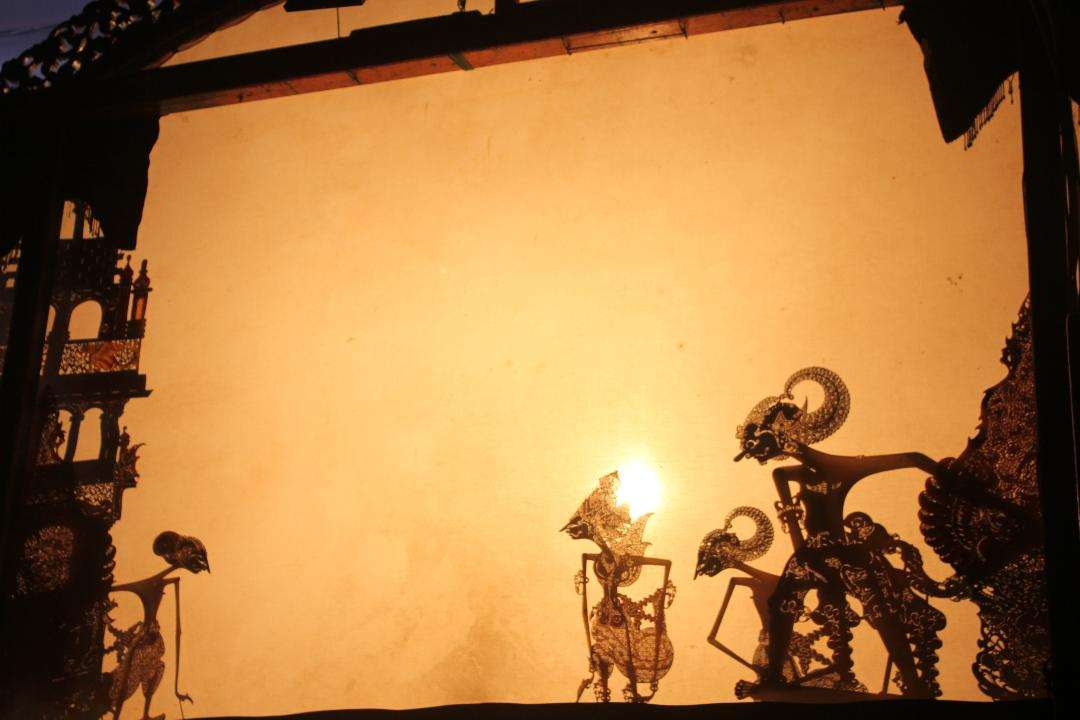
Wayang to tradycyjny teatr lalek

Najwcześniejsze formy sztuk performatywnych sięgają teatralnych przedstawień festiwali ludowych i ceremonii religijnych. Co najmniej od IX wieku istnieje teatralny gatunek wayang.

### Architektura
Architektura Indonezji, podobnie jak inne aspekty kultury indonezyjskiej, zapożyczona została z wielu źródeł: indyjskiej, potem chińskiej i arabskiej, wreszcie europejskiej, zachowując przy tym swoje własne cechy. Na Jawie architektura religijna rozwinęła się od VII wieku, pozostawiając pomniki takie jak Borobudur (świątynia buddyjska) czy Prambanan (kompleks świątyń hinduskich).
Dopiero od XV wieku pojawiały się i rozprzestrzeniały po całym kraju meczety. Istnieje również w Indonezji, a zwłaszcza na Jawie, wiele pałaców królewskich (kraton) lub książęcych (puro lub dalem). Architektura kolonialna rozwijała się od XVI wieku.
Wśród niektórych społeczności, m.in. Bataków, Minangkabau, Dajaków, Toradżów, Dani, nadal popularna jest architektura tradycyjna.

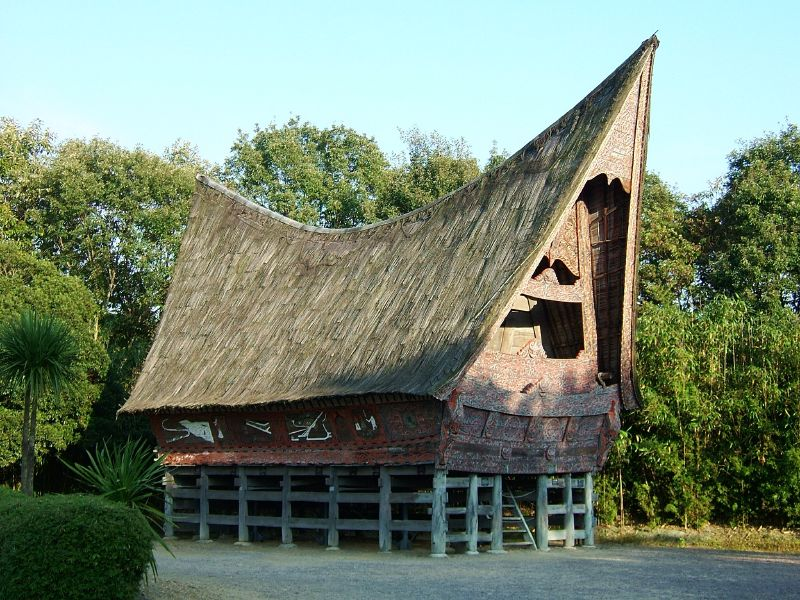
Tradycyjny dom Bataków
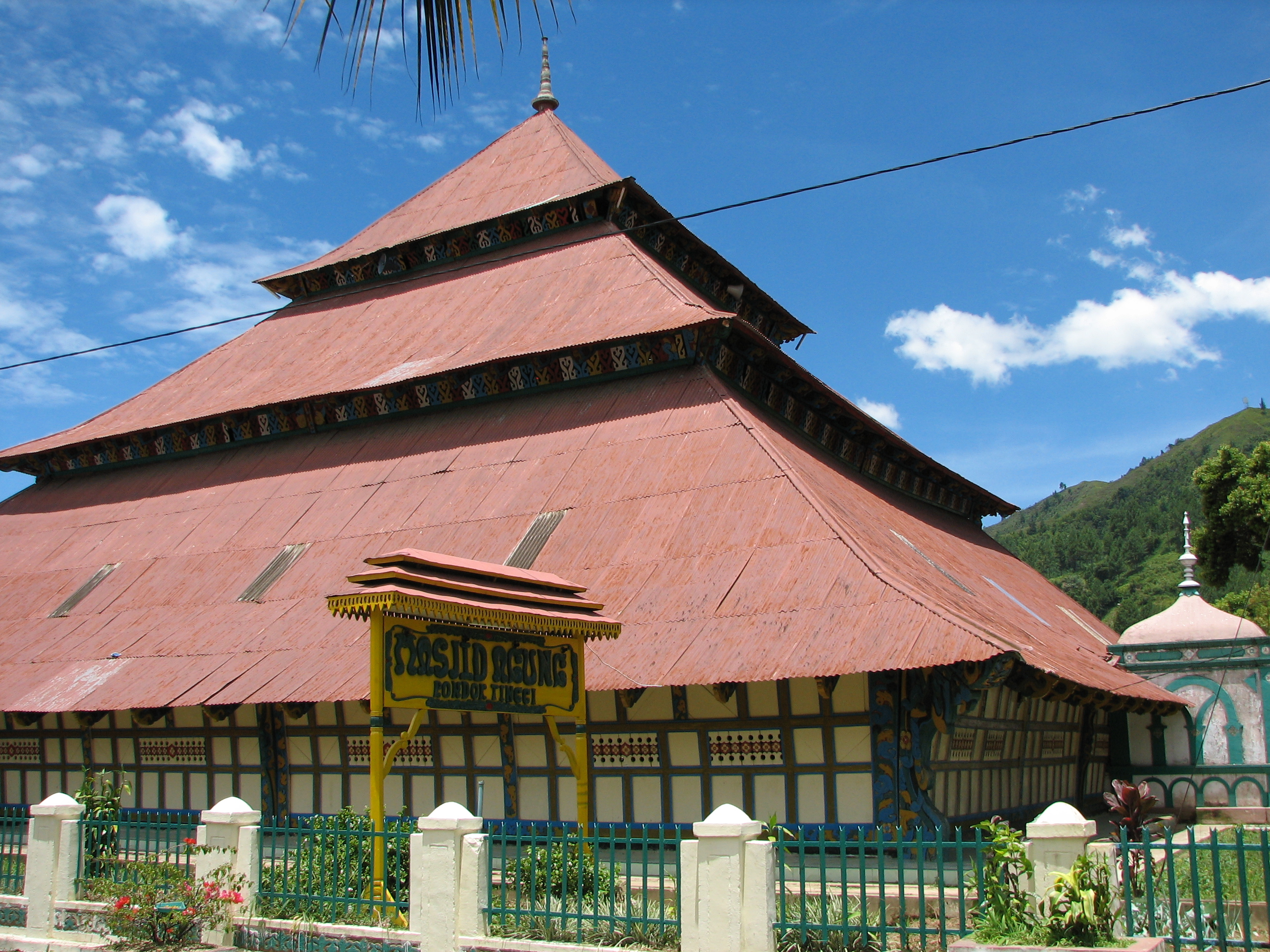
Wielki Meczet Sungai Penuh na Sumatrze
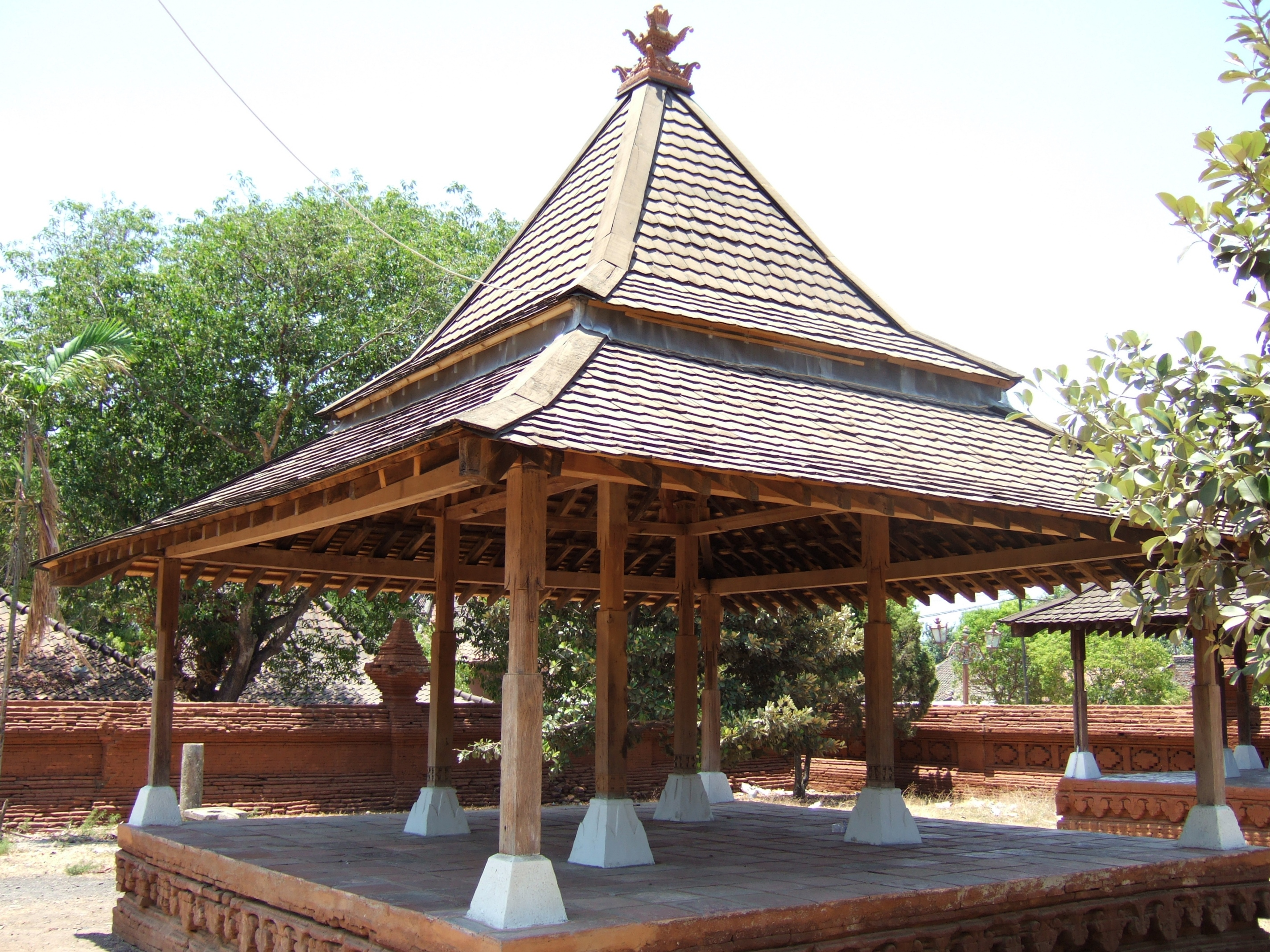
Pawilon Pałacu Kasepuhan w Cirebon
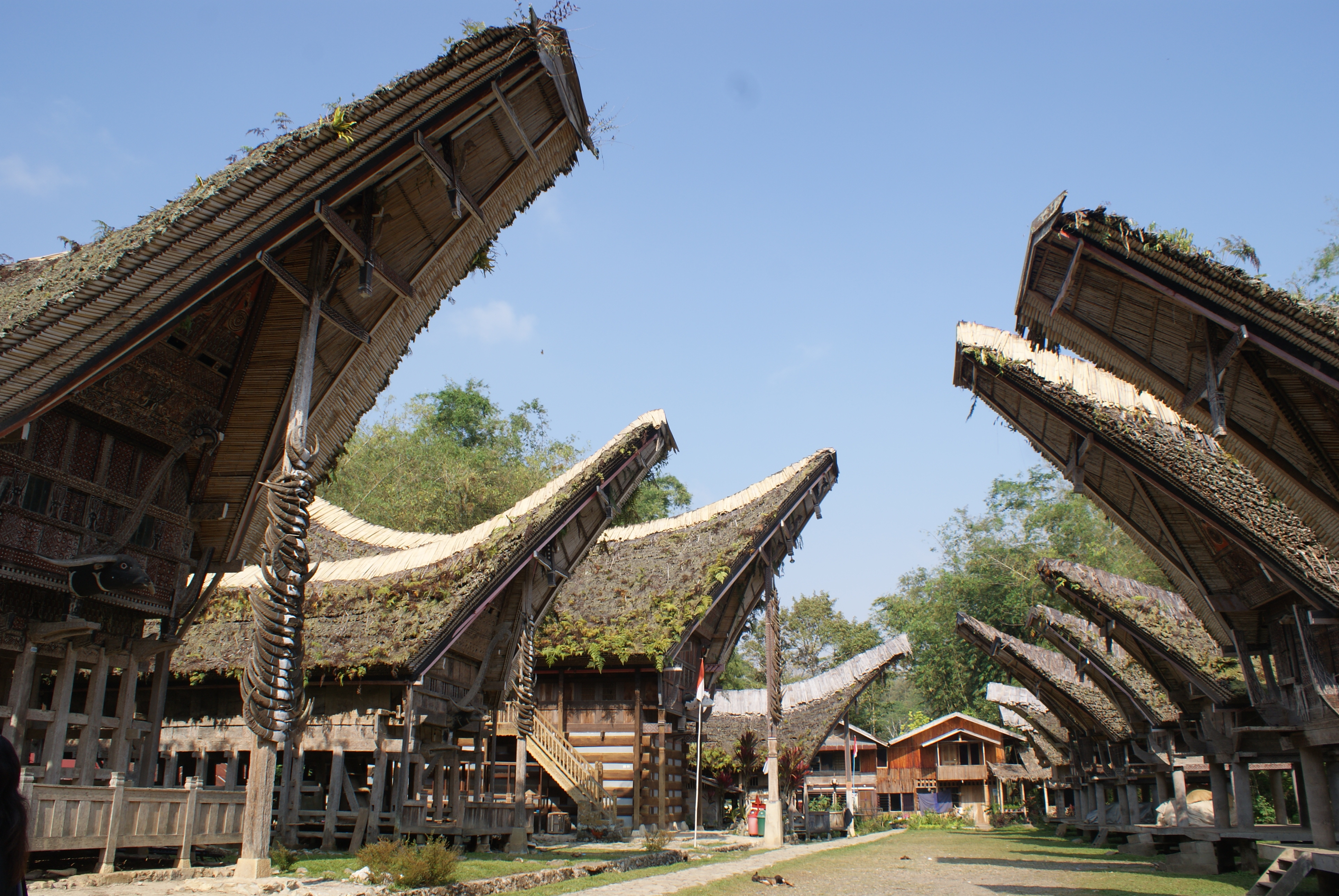
Aleja domów Toradżów

### Kuchnia

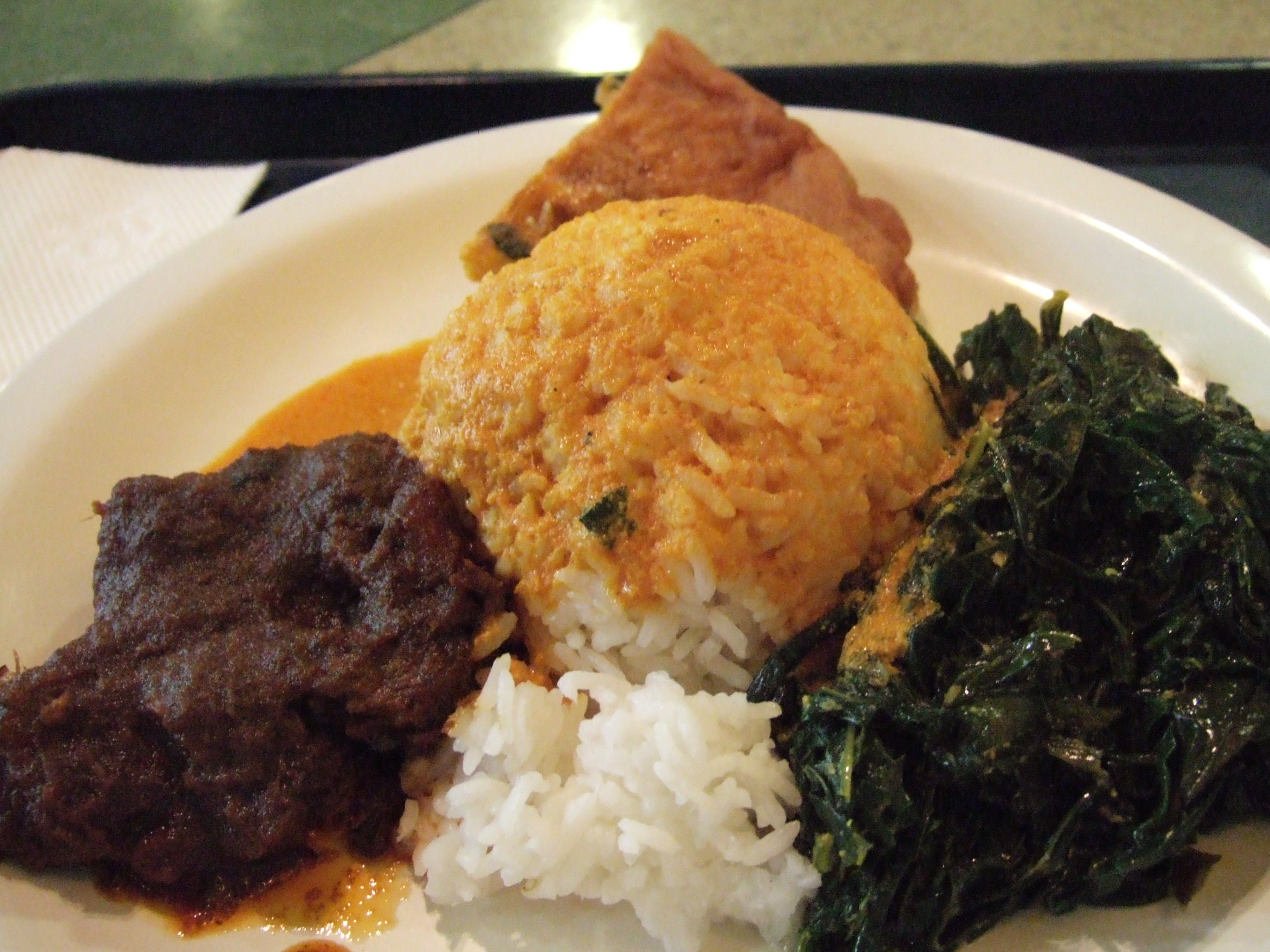
Nasi padang

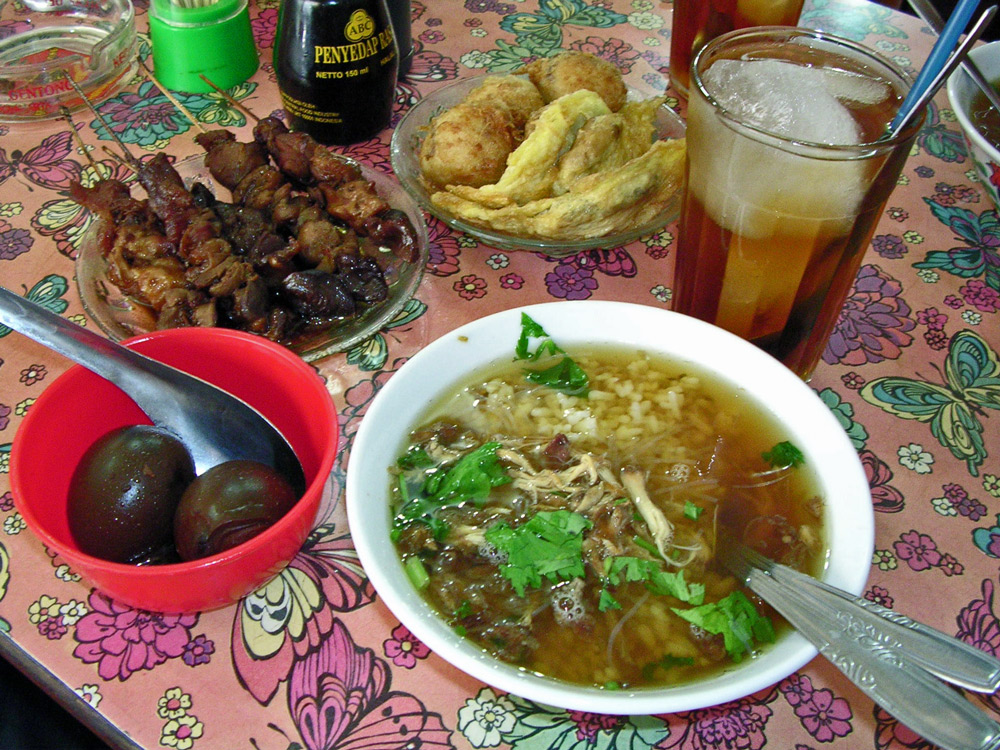
Soto

Kuchnia indonezyjska jest jedną z najbardziej różnorodnych, żywych i kolorowych na świecie. Istnieje wiele kuchni regionalnych, często opartych na kulturze tubylczej i obcych wpływach, takich jak kuchnie chińskie, europejskie, bliskowschodnie i indyjskie. Jest dość blisko związana kuchnią malezyjską.
Ryż to podstawa kuchni indonezyjskiej. Wśród najbardziej znanych indonezyjskich przetworów znajdziemy gado-gado, nasi padang, satay, rendang, bakso czy krupuk. Kuchnia indonezyjską zdobi wiele lokalnych składników: mleko kokosowe, chili (sambal), orzeszki ziemne (sos satay), soja (tofu i tempeh). Spożywa się tam lokalne owoce takie jak mangostan, rambutan, Chlebowiec różnolistny, durian i banany.
Indonezyjczycy spożywają mało wieprzowiny (babi) ze względu na dominację religii muzułmańskiej w kraju. Bardzo popularne są dania z kurczakiem (ayam), kaczką (bebek), wołowiną (sapi) lub rybą (ikan).
Przyprawy i zioła są powszechnie stosowane w indonezyjskiej kuchni. Przede wszystkim w różnego rodzaju papryki, także w sosy sojowe i orzechowe. Popularna jest zarówno gorąca, jak i zimna herbata i kawa. Alkohol jest mało rozpowszechniony, ze względu na przynależność większości Indonezyjczyków do wyznania muzułmańskiego. Jednak w wielu regionach produkowane są tradycyjne lokalne alkohole, wśród których szczególnie popularny jest tuak.

### Sport
W Indonezji sport jest popularny zarówno pod względem frekwencji, jak i liczby widzów. Dwa najpopularniejsze sporty w Indonezji to piłka nożna i badminton.

### Media
Wolność prasy w kraju znacznie się poprawiła wraz z demokratyzacją kraju. Od 1998 r. liczba publikacji znacznie wzrosła. Pojawiły się setki nowych magazynów, gazet i tabloidów.
Indonezja jest czwartym państwem na świecie pod względem liczby użytkowników Internetu (wynosi ona 196 mln osób), a liczba użytkowników Facebooka wynosi 140 mln ludzi, co daje jej 3. miejsce w świecie. Około 85% ruchu w sieci generują telefony komórkowe.